# 森鷗外
- 森鷗外
- 森鴎外

森 鷗外（もり おうがい、文久2年1月19日〈1862年2月17日〉 - 大正11年〈1922年〉7月9日）は、日本の明治・大正期の小説家、評論家、翻訳家、教育者、陸軍軍医（軍医総監＝陸軍中将相当）、官僚（高等官一等）。位階勲等は従二位・勲一等・功三級、医学博士、文学博士。本名は森 林太郎（もり りんたろう）。
石見国津和野（現在の島根県鹿足郡津和野町）出身。東京大学医学部卒業。大学卒業後、陸軍軍医になり、陸軍省派遣留学生としてドイツでも軍医として4年過ごした。
帰国後、訳詩編「於母影」、小説「舞姫」、翻訳「即興詩人」を発表する一方、同人たちと文芸雑誌『しがらみ草紙』を創刊して文筆活動に入った。その後、日清戦争出征や小倉転勤などにより創作活動から一時期遠ざかったものの、『スバル』創刊後に「ヰタ・セクスアリス」「雁」などを発表。乃木希典の殉死に影響されて「興津弥五右衛門の遺書」を発表後、「阿部一族」「高瀬舟」など歴史小説や史伝「澁江抽斎」なども執筆した。
陸軍を退いた後は宮内省に転じ、帝室博物館（現在の東京国立博物館・奈良国立博物館・京都国立博物館等）総長や図書頭を死去まで務めたほか、帝国美術院（現：日本芸術院）初代院長なども歴任した。

## 生涯

### 生い立ち
1862年2月17日（文久2年1月19日）、鷗外こと森林太郎は石見国鹿足郡津和野町田村（現・島根県鹿足郡津和野町町田）で生まれた。代々津和野藩の典医を務める森家（禄高は50石）では、祖父と父を婿養子として迎えているため、久々の跡継ぎ誕生であった。
藩医家の嫡男として、幼い頃から『論語』『孟子』といった漢学書とオランダ語などを学び、養老館では四書五経を復読した。当時の記録から、9歳で15歳相当の学力と推測されており、激動の明治維新期に家族と周囲から将来を期待されることになった。

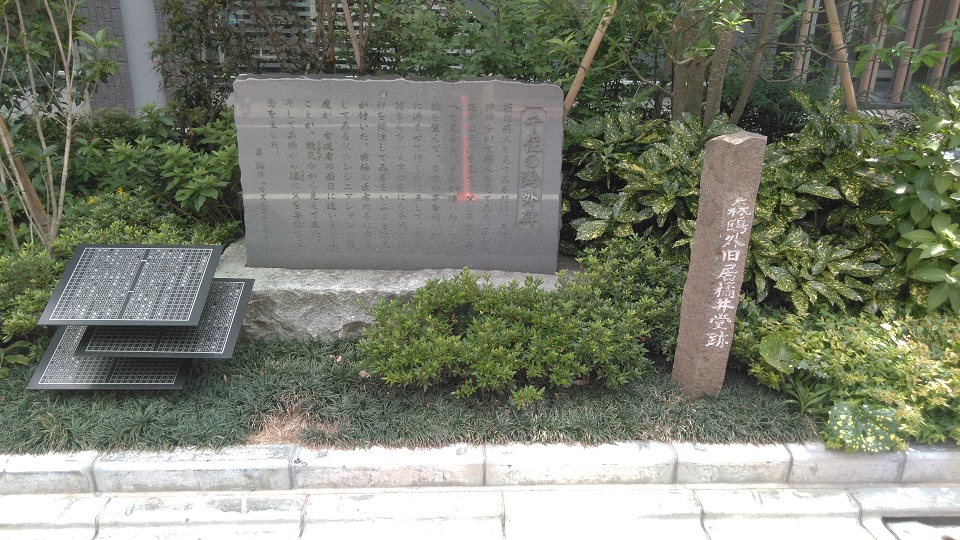
森静男が経営した橘井堂跡の碑

1872年（明治5年）、廃藩置県などをきっかけに10歳の鷗外は父と上京する。現在の墨田区東向島に住む。
東京では、官立医学校（ドイツ人教官がドイツ語で講義）への入学に備えてドイツ語を習得するため、同年10月に私塾の進文学社に入った。その際に通学の便から、鷗外は政府高官の親族である西周の邸宅に一時期寄宿した。
翌年、残る家族も住居などを売却して津和野を離れ、父が経営する医院のある千住に移り住む。

### 東京医学校生
1873年（明治6年）11月、鷗外は入校試問を受け、第一大学区医学校・東京医学校医学本科予科（定員約60人、修業年限3年)に実年齢より2歳多く偽り、満11歳10か月で入学した。
当時は、大学制度確立までの過渡期であり、校名が頻繁に変更されるほどで、入学年齢制限は14 - 17歳であった。
入学は9月であったが、定員約60名の最大定員100名に達しなかったため、学生募集が続けられており、実年齢を偽った鷗外のほか、上限年齢を超えた18歳と19歳の応募者も入学し、新入生は71名だった。しかし、そのうち本科に進めるのは30名に過ぎず、さらに上級の落第者と編入生も加わり、予科生は厳しい競争にさらされた。鷗外の属したドイツ語中位のクラスで落第せず卒業したのは24名のうち11名、下位クラスでは41名のうち2名であった。
鷗外は、同校医学本科（定員約30人、修業年限5年）に進学し、ドイツ人教官たちの講義を受けた。一方で、医学館教授の佐藤元長に漢文・漢詩、漢方医書を学んだ。漢文は依田學海と伊藤松渓（孫一）からも学び、佐藤応挙から漢詩と和歌を学びながら、漢詩・和歌を作っていった。
西洋語にも堪能な鷗外は、「寄宿舎では、その日の講義のうちにあった術語だけを、希臘(ギリシア)拉甸(ラテン)の語原を調べて、赤インキでペエジの縁に注して置く。教場の外での為事は殆どそれ切である。人が術語が覚えにくくて困るというと、僕は可笑しくてたまらない。何故語原を調べずに、器械的に覚えようとするのだと云いたくなる。」と自伝的小説「ヰタ・セクスアリス」で自身の学習法を記している。
妹の回想には、下宿に同居して鷗外の世話をしていた祖母が、卒業試験前に文学書を読みふける鷗外を心配するくだりがあり、卒業試験の最中に下宿が火事になって講義ノート類を焼失したり、鷗外のノートに漢文の書き込みを見つけた外科学のシュルツ教授から反感を買ったりしたこともあったが、1881年（明治14年）7月4日、満19歳5か月、東京医学校本科を席次8番で卒業した。首席で卒業した同級生の三浦守治（のち東京帝国大学教授）は
と門下生に語っており、卒業席次上位10名の中で他者より5 - 7歳年下の鷗外は優秀であった。

### 陸軍軍医として任官
しかし、卒業後の鷗外は、医者や役人また教育者、ましてや軍人になることは考えず、なにか物書きを夢見ており、文部省派遣留学生としてドイツに行く希望を持ちながら、父の病院を手伝っていた。その進路未定の状況を見かねた同期生の小池正直（のちの陸軍省医務長）は、陸軍軍医本部次長の石黒忠悳に鷗外を採用するよう長文の熱い推薦状を出しており、また親友の賀古鶴所（かこ・つると（のち日本耳鼻咽喉科学の父といわれる陸軍軍医）は、鷗外に陸軍省入りを勧めていた。結局のところ鷗外は、同年12月16日に陸軍軍医副（中尉相当）になり、東京陸軍病院に勤務した。
妹・小金井喜美子の回想によれば、若き日の鷗外は、四君子を描いたり、庭を写生したり、職場から帰宅後しばしば寄席に出かけたり（喜美子と一緒に出かけたとき、ある落語家の長唄を聴いて中座）していたという。

### ドイツ留学

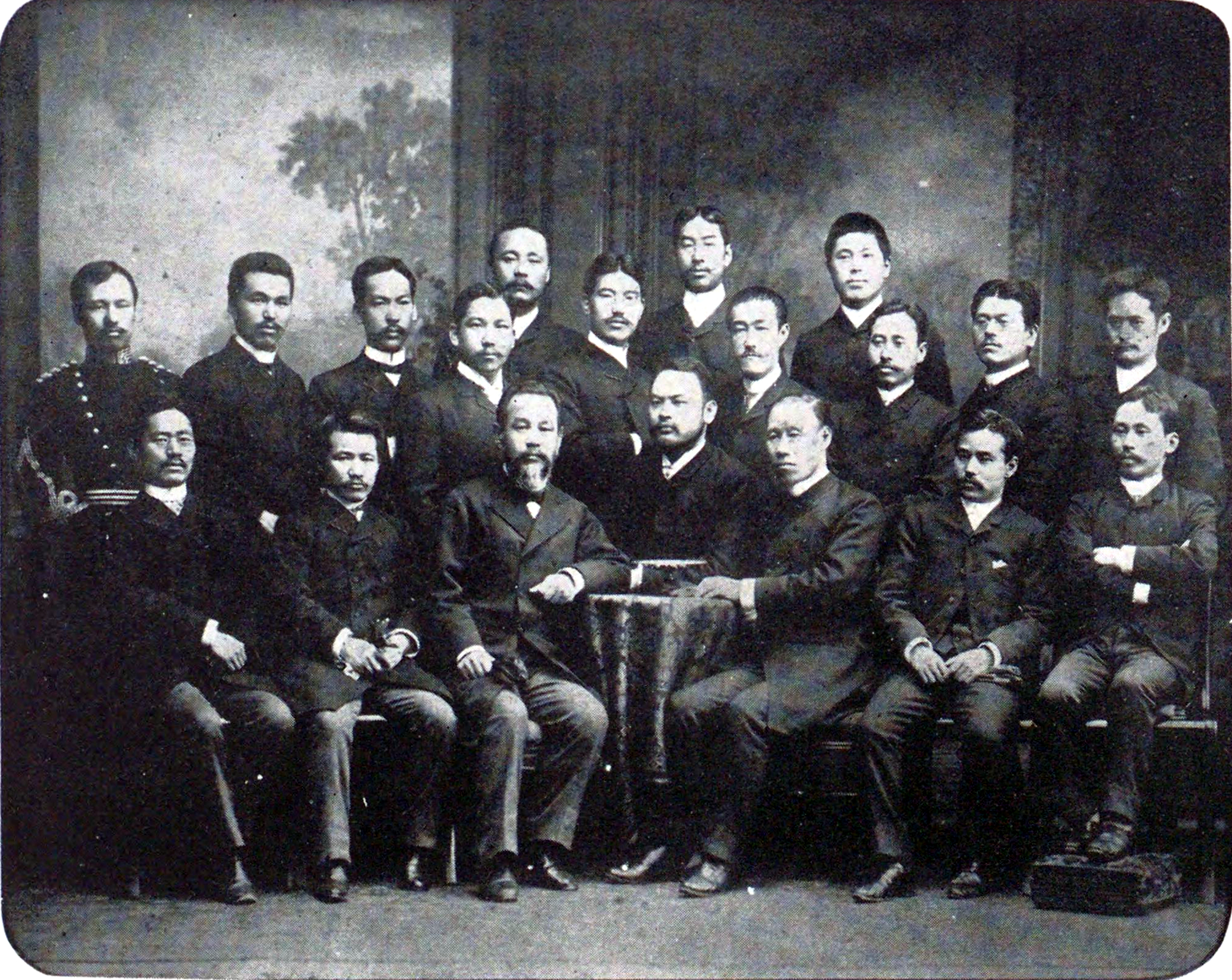
1888年、プロイセン王国ベルリン市にて日本人留学生と。前列左より河本重次郎、山根正次、田口和美、片山國嘉、石黑忠悳、隈川宗雄、尾澤主一。中列左から林太郎（鷗外）、武島務、中濱東一郎、佐方潜蔵、島田武次、谷口謙、瀬川昌耆、北里柴三郎、江口襄。後列左から濱田玄達、加藤照麿、北川乙次郎

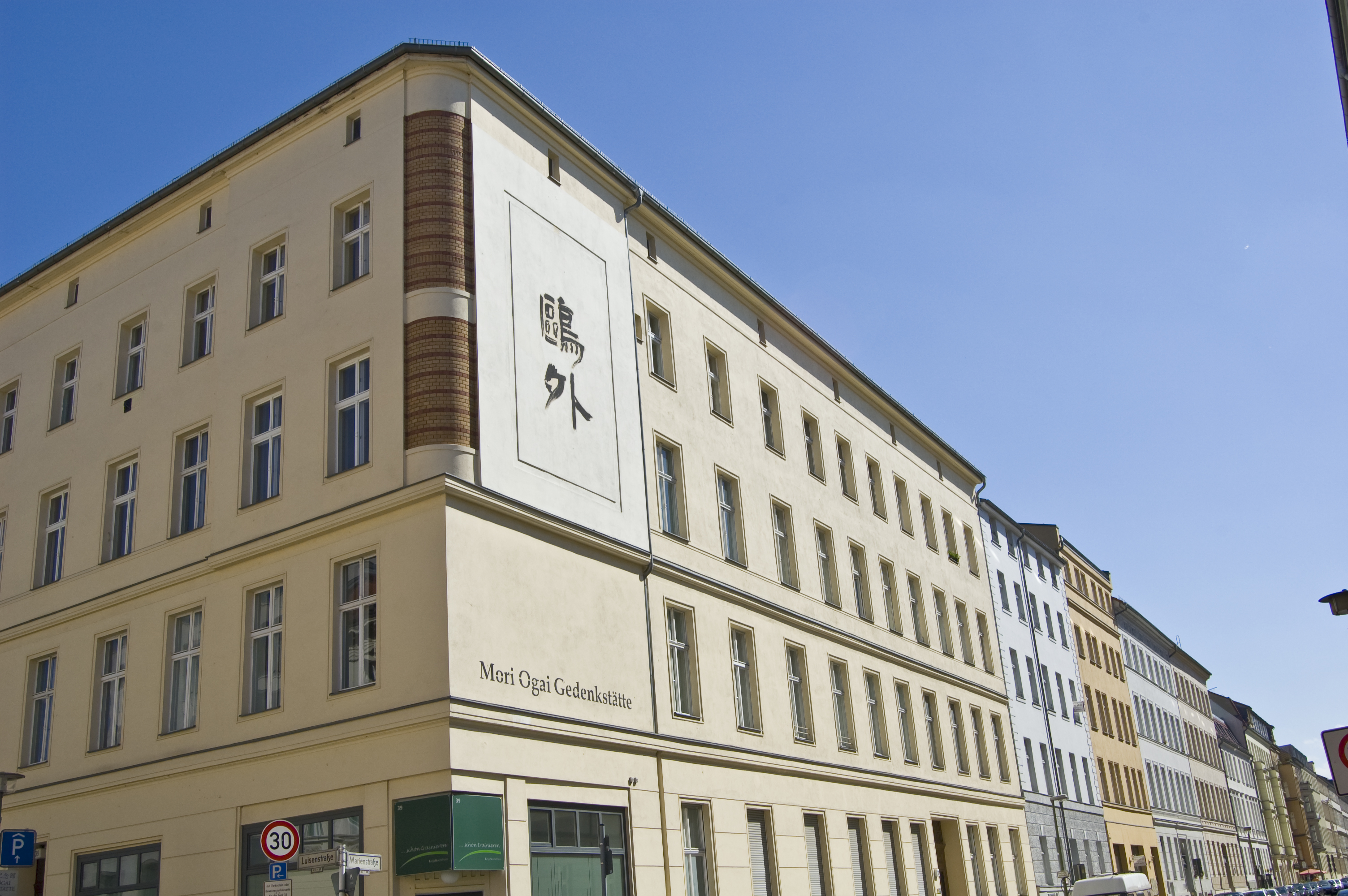
ドイツのベルリンにある森鷗外記念館

入省して半年後の1882年（明治15年）5月、鷗外は東京大学医学部卒業の同期8名の中で最初の軍医本部付となり、プロイセン王国の陸軍衛生制度に関する文献調査に従事した。早くも翌年3月には『医政全書稿本』全12巻を役所に納めた。1884年（明治17年）6月、衛生学を修めるとともにドイツ帝国陸軍の衛生制度を調べるため、ドイツ留学を命じられた。7月28日、明治天皇に拝謁し、賢所に参拝。8月24日、陸軍省派遣留学生として横浜港から出国し、10月7日にフランス南部マルセイユ港に到着。同月11日にドイツ帝国首都ベルリンに入った。鷗外は横浜からマルセイユに至る航海中のことを「航西日記（こうせいにっき）」に記している。
最初の1年を過ごしたライプツィヒ（1884年11月22日–翌年10月11日）で、生活に慣れていない鷗外を助けたのが、昼食と夜食をとっていたフォーゲル家の人たちであった。
また、黒衣の女性ルチウスなど下宿人たちとも親しく付き合い、ライプツィヒ大学ではホフマンなどよき師と同僚に恵まれた。軍事演習を見るために訪れたザクセン王国の首都ドレスデンでは、ドレスデン美術館のアルテ・マイスター絵画館にも行き、ラファエロ『システィーナの聖母』を鑑賞した。
次の滞在地ドレスデン（1885年10月11日–翌年3月7日）では、主として軍医学講習会に参加するため、5か月ほど生活した。王室関係者や軍人との交際が多く、王宮の舞踏会や貴族の夜会、宮廷劇場などに出入りした。その間、2人の大切な友人を得た。1人は鷗外の指導者でザクセン王国軍医監のウィルヘルム・ロートで、もう1人は外国語が堪能な同僚軍医のヴィルケ（鷗外は「ヰルケ」と表記）である。鷗外はドレスデンを離れる前日、ナウマンの講演に反論し、のちにミュンヘンの一流紙『Allgemeine Zeitung』上で論争となった（鷗外・ナウマン論争）。
ミュンヘン（1886年3月8日–翌年4月15日）では、鷗外はミュンヘン大学のペッテンコーファーに師事した。研究のかたわら、邦人の少なかったドレスデンと異なり、同世代の原田直次郎や近衛篤麿など名士の子息と交際し、よく観劇していた。
次のベルリン（1887年4月16日–翌年7月5日）でも早速、北里柴三郎とともにコッホに会いに行っており、細菌学の入門講座を経てコッホの衛生試験所に入った。当時の居室は現在もなお、当時の状況をとどめ森鷗外記念館として公開されている。
9月下旬、カールスルーエで開催される第4回赤十字国際会議の日本代表（首席）としてドイツを訪れていた石黒忠悳に随行し、通訳官として同会議に出席。9月26・27日に発言し、とりわけ最終日の27日は「ブラボー」と叫ぶ人が出るなど大きな反響があった。
会議を終えた一行は、9月28日にオーストリア＝ハンガリー帝国首都ウイーンに移動し、万国衛生会に日本政府代表として参加した。11日間の滞在中、鷗外は恩師や知人と再会した。1888年（明治21年）1月、大和会の新年会でドイツ語の講演をして公使の西園寺公望に激賞されており、18日から田村怡与造大尉の求めに応じてクラウゼヴィッツ『戦争論』を講じた。留学が1年延長された代わりに、地味な隊付勤務（プロイセン近衛歩兵第2連隊の医務）を経験しており、そうしたベルリンでの生活は、ミュンヘンなどに比べ、より「公」的なものであった。ただし、後述するドイツ人女性と出会った都市でもあった。
同年7月5日、鷗外は石黒とともにベルリンを発ち、帰国の途についた。英国首都ロンドン（保安条例によって東京からの退去処分を受けた尾崎行雄に会い、詩を4首贈った）やフランス首都パリに立ち寄りながら、7月29日にマルセイユ港を後にした。
9月8日に横浜港へ着き、午後帰京。同日付で陸軍軍医学舎の教官に補され、11月には陸軍大学校教官の兼補を命じられた。帰国直後、ドイツ人女性が来日して滞在1か月（1888年9月12日 - 10月17日）ほどで離日する出来事があり、小説「舞姫」の素材の一つとなった。後年、文通をするなど、その女性を生涯忘れることはなかったとされる。鷗外はドイツ留学中のことを「獨逸日記」に記している。

### 初期の文筆活動
1889年（明治22年）1月3日、『読売新聞』の付録に「小説論」を発表し、さらに同日の『読売新聞』から、弟の三木竹二とともにカルデロンの戯曲「調高矣津弦一曲」（原題：サラメヤの村長）を共訳して随時発表した。その翻訳戯曲を高く評価したのが徳富蘇峰であり、8月に蘇峰が主筆を務める民友社の雑誌『国民之友』夏期文芸付録に、訳詩集「於母影」（署名は「S・S・S」（新声社の略記））を発表した。その「於母影」は、日本近代詩の形成などに大きな影響を与えた。また「於母影」の原稿料50円を元手に、竹二など同人たちと日本最初の評論中心の専門誌『しがらみ草紙』を創刊した（1889年10月-1894年8月。日清戦争の勃発により59号で廃刊）。
このように、外国文学などの翻訳を手始めに（「即興詩人」「ファウスト」などが有名）熱心に評論的啓蒙活動を続けた。当時、情報の乏しい欧州ドイツを舞台にした「舞姫」を蘇峰の依頼により『国民之友』1890年1月に発表した。続いて「うたかたの記」（『しがらみ草紙』1890年8月）、1891年1月28日「文づかひ」（「新著百種」12号）を相次いで発表したが、とりわけ日本人と外国人が恋愛関係になる「舞姫」は、読者を驚かせたとされる。そのドイツ三部作をめぐって石橋忍月と論争を、また『しがらみ草紙』上で坪内逍遥の記実主義を批判して没理想論争を繰り広げた。
1889年（明治22年）に東京美術学校（現・東京藝術大学）の美術解剖学講師を、1890年9月から約2年間東京専門学校の科外講師を、1892年（明治25年）9月に慶應義塾大学部の審美学（美学の旧称）講師を委嘱された（いずれも日清戦争出征時と小倉転勤時に解嘱）。

### 日清戦争出征と小倉「左遷」
1894年（明治27年）夏、日清戦争の勃発により、8月29日に東京を離れ、9月2日に広島の宇品港を発った。翌年の下関条約の調印後、5月に近衛師団付き従軍記者の正岡子規が帰国の挨拶のため、第2軍兵站部軍医部長の鷗外を訪ねた。
清との戦争が終わったものの、鷗外は日本に割譲された台湾での勤務を命じられており（朝鮮勤務の小池正直とのバランスをとった人事とされる）、5月22日に宇品港に着き（心配する家族を代表して訪れた弟の竹二と面会）、2日後には初代台湾総督の樺山資紀らとともに台湾に向かった。4か月ほどの台湾勤務を終え、10月4日に帰京。
翌1896年（明治29年）1月、『しがらみ草紙』の後を受けて幸田露伴や斎藤緑雨と共に『卍』を創刊し、合評「三人冗語」を載せ、当時の評壇の先頭に立った（1902年廃刊）。
その頃より、評論的啓蒙活動が戦闘的ないし論争的なものから、穏健的なものに変わっていった。1898年（明治31年）7月9日付『万朝報』の連載「弊風一斑 蓄妾の実例」の中で、児玉せきとの交情をあばかれた。

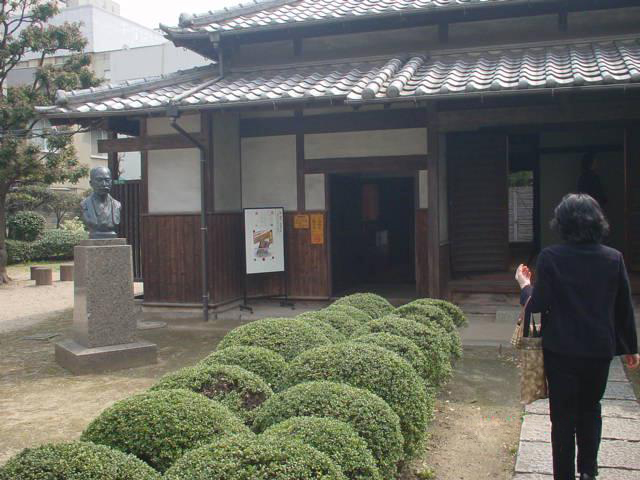
森鷗外旧居（北九州市小倉北区鍛冶町）

1899年（明治32年）6月に軍医監（少将相当）に昇進し、東京（東部）、大阪（中部）とともに都督部が置かれていた小倉（西部）の第12師団軍医部長に「左遷」された（1899年6月19日-1902年3月26日）。19世紀末から新世紀の初頭を過ごした小倉時代には、歴史観と近代観にかかわる一連の随筆などが書かれた。
またドイツ留学中、田村怡与造に講じていた難解なクラウゼヴィッツ『戦争論』について、師団の将校たちに講義をするとともに、師団長井上光などの依頼で翻訳を始めた。その内部資料は、他の部隊も求めたという。
小倉時代に「圭角がとれ、胆が練れて来た」と末弟の森潤三郎が記述したように、その頃の鷗外は、社会の周縁ないし底辺に生きる人々への親和、慈しみの眼差しを獲得していた。
私生活でも、徴兵検査の視察などで各地の歴史的な文物、文化、事蹟と出会ったことを通し、特に後年の史伝につながる掃苔（探墓）の趣味を得た。
新たな趣味を得ただけではなく、1900年（明治33年）1月に先妻（1889年に結婚して翌年離婚）であった赤松登志子が結核により再婚先で死亡したのち、母の勧めるまま1902年（明治35年）1月、18歳年下の荒木志げと見合い結婚をした（41歳と23歳の再婚同士）。さらに、随筆『二人の友』に登場する友人も得た。1人は仏教曹洞宗の僧侶玉水俊虠（通称「安国寺」）で、もう1人は同郷の俊才福間博である。2人は鷗外の東京転勤とともに上京し、鷗外の自宅近くに住み、交際を続けた。

### 軍医トップへの就任と旺盛な文筆活動
1902年（明治35年）3月、鷗外は第1師団軍医部長の辞令を受け、新妻とともに東京に赴任した。6月、廃刊になっていた『めざまし草』と上田敏の主宰する『芸苑』とを合併し、『芸文』を創刊（その後、出版社とのトラブルで廃刊したものの、10月に後身の『万年艸』を創刊）。当時は、12月に初めて戯曲を執筆するなど、戯曲に関わる活動が目立っていた。
1904年（明治37年）2月から1906年（明治39年）1月まで、鷗外は日露戦争に第2軍軍医部長（最初発令の時は乙軍といわれた）として出征。奥保鞏大将の幕下に属す。
1907年（明治40年）10月、陸軍軍医総監（中将相当）に昇進し、陸軍省医務局長（人事権を持つ軍医のトップ）に就任した。
同年9月、美術審査員に任じられ、第1回文部省美術展覧会（初期文展）西洋画部門審査の主任を務めた。
1909年（明治42年）に『スバル』が創刊されると、同誌に毎号寄稿して創作活動を再開した（木下杢太郎のいう「豊熟の時代」）。「半日」「ヰタ・セクスアリス」「鶏」「青年」などを同誌に載せ、「仮面」「静」などの戯曲を発表。『スバル』創刊年の7月、鷗外は、東京帝国大学から文学博士の学位を授与された。しかし、直後に「ヰタ・セクスアリス」（同誌7月号）が発売禁止処分を受けた。しかも、内務省の警保局長が陸軍省を訪れた8月、鷗外は陸軍次官・石本新六から戒飭（かいちょく）された。同年12月、「予が立場」でレジグナチオン（諦念）をキーワードに自らの立場を明らかにした。
1910年（明治43年）、慶應義塾大学部の文学科顧問に就任（教授職に永井荷風を推薦）し、慶應義塾幹事の石田新太郎の主導により、上田敏を顧問に、永井荷風を主幹にして、「三田文學」を創刊した。またその年には、5月に大逆事件の検挙が始まり、9月に『東京朝日新聞』が連載「危険なる洋書」を開始して6回目に鷗外と妻の名が掲載され、また国内では南北朝教科書問題が大きくなりつつあった。そうした閉塞感が漂う年に「ファスチェス」で発禁問題、「沈黙の塔」「食堂」では社会主義や無政府主義に触れるなど政治色のある作品を発表した。
1911年（明治44年）にも「カズイスチカ」「妄想」を発表し、「青年」の完結後、「雁」と「灰燼」の2長編の同時連載を開始。同年4月の「文芸の主義」（原題：文芸断片）では、冒頭「芸術に主義というものは本来ないと思う。」としたうえで、
と結んだ。
また陸軍軍医として、懸案とされてきた軍医の人事権をめぐり、陸軍次官の石本新六と激しく対立した。ついに医務局長の鷗外が石本に辞意を告げる事態になった。結局のところ陸軍では、医学優先の人事が継続された。階級社会の軍隊で、それも一段低い扱いを受ける衛生部の鷗外の主張が通った背景の一つに、山縣有朋の存在があったと考えられている。
1912年（明治45年）から翌年にかけて、五条秀麿を主人公にした「かのやうに」「吃逆」「藤棚」「鎚一下」の連作を、また司令官を揶揄するなど戦場体験も描かれた「鼠坂」などを発表した。当時は、身辺に題材をとった作品や思想色の濃い作品や教養小説や戯曲などを執筆した。もっとも公務のかたわら、『ファウスト』などゲーテの3作品をはじめ、外国文学の翻訳・紹介・解説も続けていた。
1912年（大正元年）8月、「実在の人間を資料に拠って事実のまま叙述する、鷗外独自の小説作品の最初のもの」である「羽鳥千尋」を発表。翌9月13日、乃木希典の殉死に影響を受けて5日後に「興津弥五右衛門の遺書」（初稿）を書き終えた。
これを機に歴史小説に進み、歴史其儘の「阿部一族」、歴史離れの「山椒大夫」「高瀬舟」などのあと、史伝「渋江抽斎」（『大阪毎日』『東京日日』1916年1月13日-5月20日）に結実した。ただし、1915年（大正4年）頃まで、現代小説も並行して執筆していた。1916年（大正5年）には、後世の鷗外研究家や評論家から重要視される随筆「空車」（むなぐるま）を、1918年（大正7年）1月には随筆「礼儀小言」を著した。

### 晩年

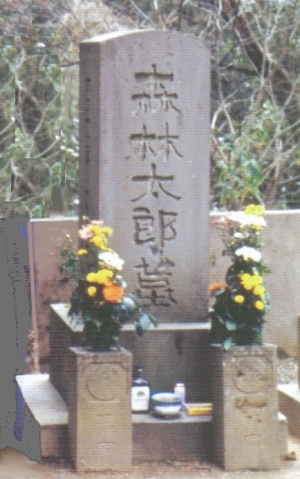
永明寺の墓

1916年（大正5年）4月、鷗外は任官時の年齢が低いこともあり、トップの陸軍省医務局長を8年半勤めて退き、予備役に編入された。翌1918年（大正7年）12月、帝室博物館（現：東京国立博物館）総長兼図書頭として宮内省に入り、翌年1月に帝室制度審議会御用掛に就任した。
さらに1918年（大正7年）9月、帝国美術院（現：日本芸術院）初代院長に就任した。元号の「明治」と「大正」に否定的であったため、宮内省図書頭として天皇の諡と元号の考証・編纂に着手した。しかし『帝諡考』は刊行したものの、病状の悪化により、自ら見い出した吉田増蔵に後を託しており、後年この吉田が未完の『元号考』の刊行に尽力し、元号案「昭和」を提出した。
1922年（大正11年）7月9日午前7時すぎ、鷗外は親族と親友の賀古鶴所らが付き添うなか、腎萎縮、肺結核のために死去。最期に死の床で「馬鹿馬鹿しい」とうわごとを言ったとされる。満60歳没。
で始まる最後の遺言（7月6日付）が有名であり、その遺言により墓には「鷗外」の号はもとより、生前の階級、位階、勲等などを一切を排して「森林太郎ノ墓」とのみ刻された。
上京した際に住んだ鷗外ゆかりの地である東京市本所区の弘福寺に埋葬され、遺言により中村不折が墓碑銘を筆した。戒名は貞献院殿文穆思斎大居士。なお、関東大震災の後、北多摩郡三鷹村（現・東京都三鷹市）の禅林寺と出生地の津和野町の永明寺に改葬された。

## 人物評

### 評論的啓蒙活動
鷗外は自らが専門とした文学・医学、両分野において論争が絶えない人物であった。文学においては理想や理念など主観的なものを描くべきだとする理想主義を掲げ、事物や現象を客観的に描くべきだとする写実主義的な没理想を掲げる坪内逍遥と衝突する。また医学においては近代の西洋医学を旨とし、和漢方医と激烈な論争を繰り広げたこともある。和漢方医が7割以上を占めていた当時の医学界は、ドイツ医学界のような学問において業績を上げた学者に不遇であり、日本の医学の進歩を妨げている、大卒の医者を増やすべきだ、などと批判する。松本良順など近代医学の始祖と呼ばれている長老をはじめ専門医は誰も相手にしなかったが、鷗外は新聞記者などを相手にして6年ほど論争を続けた。
鷗外の論争癖を発端として論争が起きたこともある。逍遥が『早稲田文学』にシェークスピアの評釈に関して加えた短い説明に対し、批判的な評を『しがらみ草紙』に載せたことから論争が始まった。このような形で鷗外が関わってきた論争は「戦闘的啓蒙主義」などと好意的に評されることもあるが、啓蒙家の名に値するといえるのか疑問視する見方もある。30歳代になると、日清戦争後に『めさまし草』を創刊して「合評」をするなど、評論的活動は、穏健なものに変わっていったことから、小倉時代に「圭角が取れた」という家族の指摘もある。

### 幅の広い文芸活動と交際
肩書きの多いことに現れているように、鷗外は文芸活動の幅も広かった。たとえば、訳者としては、上記の訳詩集「於母影」（共訳）と、1892年（明治25年）–1901年（明治34年）に断続的に発表された「即興詩人」とが初期の代表的な仕事である。「於母影」は明治詩壇に多大な影響を与えており、「即興詩人」は、流麗な雅文で明治期の文人を魅了し、その本を片手にイタリア各地を周る文学青年（正宗白鳥など）が続出した。
戯曲の翻訳も多く（弟の竹二が責任編集を務める雑誌『歌舞伎』に掲載されたものは少なくない）、歌劇（オペラ）の翻訳まで手がけていた。
ちなみに、訳語（和製漢語）の「交響楽、交響曲」を作っており、6年間の欧米留学を終えた演奏家、幸田延（露伴の妹）と洋楽談義をした（「西楽と幸田氏と」）。そうした外国作品の翻訳だけでなく、帰国後から演劇への啓蒙的な評論も少なくない。
翻訳は、文学作品を超え、ハルトマン『審美学綱領』のような審美学（美学の旧称）も対象になった。単なる訳者にとどまらない鷗外の審美学は、坪内逍遥との没理想論争にも現れており、田山花袋にも影響を与えた。その鷗外は、上記の通り東京美術学校（現東京芸術大学）の嘱託教員（美術解剖学・審美学・西洋美術史）をはじめ、慶應義塾の審美学講師、「初期文展」西洋画部門などの審査員、帝室博物館総長や帝国美術院初代院長などを務めた。
交際も広く、その顔ぶれが多彩であった。しかし、弟子を取ったり文壇で党派を作ったりすることはなかった。ドイツに4年留学した鷗外は、閉鎖的で縛られたような人間関係を好まず、西洋風の社交的なサロンの雰囲気を好んでいたとされる。官吏生活の合間も、書斎にこもらず、同人誌を主宰したり、自宅で歌会を開いたりして色々な人々と交際した。
文学者・文人に限っても、訳詩集「於母影」は5人による共訳であり、同人誌の『しがらみ草紙』と『めさまし草』にも多くの人が参加した。とりわけ、自宅（観潮楼）で定期的に開催された歌会が有名である。その観潮楼歌会は、1907年（明治40年）3月、鷗外が与謝野鉄幹の「新詩社」系と正岡子規の系譜「根岸」派との歌壇内対立を見かね、両派の代表歌人を招いて開かれた。以後、毎月第一土曜日に集まり、1910年（明治43年）4月まで続いた。伊藤左千夫・平野万里・上田敏・佐佐木信綱等が参加し、「新詩社」系の北原白秋・吉井勇・石川啄木・木下杢太郎、「根岸」派の斎藤茂吉・古泉千樫等の新進歌人も参加した（与謝野晶子を含めて延べ22名）。
また、当時としては女性蔑視が少なく、樋口一葉をいち早く激賞しただけでなく、与謝野晶子と平塚らいてうも早くから高く評価した。晶子（出産した双子の名付け親が鷗外）やらいてうや純芸術雑誌『番紅花』（さふらん）を主宰した尾竹一枝など、個性的で批判されがちな新しい女性達とも広く交際した。その鷗外の作品には、女性を主人公にしたものが少なくなく、ヒロインの名を題名にしたものも複数ある（「安井夫人」、戯曲「静」、「花子」、翻訳戯曲「ノラ」（イプセン作「人形の家」））。
晩年、『東京日日新聞』に連載した「渋江抽斎」などの史伝作品は読者および編集者からの評判が悪く、その評価は必ずしも芳しいものではなかった。没後、新潮社と他二社とが全集18巻の刊行を引き受けたので、かろうじて面目が立った。1936年（昭和11年）、木下杢太郎ら鷗外を敬愛する文学者らの尽力によって岩波書店から『鷗外全集』が『漱石全集』と並んで刊行され、権威があると思われるようになった。
小林勇によると晩年の幸田露伴は鷗外について、「森という男は恐ろしく出世したい根性の人だった」「森という男は蓄財の好きなやつさ。心は冷い男だ。なにもかも承知していて表に出さぬ」と語ったという。

### 軍医として
鷗外は陸軍軍医であったが、軍医として一番深くかかわったのは、兵食問題と脚気問題である。ここでは、この2つの問題との関わりについて扱う。また、軍医としては本名の森林太郎で活動しているが、便宜上、鷗外と表記する。
鷗外は軍医として医学先進国のドイツに4年間留学した。留学中に執筆した兵食に関する二本の論文『日本兵食論』および『日本兵食論大意』は、師のホフマンらの研究論文と1882年（明治15年）頃の日本国内論文を種本にして書かれたもので、どちらもその論旨は日本食は悪くないであった。留学中、脚気についての見解を上官の石黒忠悳から催促されていたが、石黒へ送った論文『日本兵食論大意』において「米食と脚気の関係有無は余敢て説かず」と書き、脚気に関わることを拒否している。
1888年（明治21年）9月に帰国した鷗外は、同年11月の大日本私立衛生会において『非日本食論は将にその根拠を失わんとす』と題して演説を行った。日本食にはタンパク質が足りないとの批判があるが新しい研究によれば日本食でも不足はないと主張した。そのなかで「ローストビーフに飽くことを知らないイギリス流の偏屈学者のあとについて非日本食を唱えて…ある権力家の説をただちに認めて教義となし、この偽造の通則から根拠のない細則を作り…」と述べ、明言はせずとも海軍軍医の高木兼寛を指して、脚気の原因はタンパク質の不足であり西洋食にしなければならないという高木の意見を非難した。
1889年（明治22年）8月–12月、陸軍兵食試験の試験委員に任命され主任を務めた。当時の最先端の栄養学を駆使した画期的な人体実験を実施した。試験結果は、熱量、タンパク補給能力、体内活性度のすべてで米食が最も優秀、次が麦食、洋食が最も不良であった（詳細は「日本の脚気史#陸軍兵食試験」を参照）。
その一方で、陸軍の各現場では脚気対策として麦飯を採用し、効果をあげていた（詳細は「日本の脚気史#現場での麦飯採用」を参照）。
日清戦争にあたり陸軍は戦時陸軍給与規則を公布し、戦時兵食の主食として「1日に精米6合」と定めた。日清戦争とその後の台湾平定を併せると、陸軍の脚気患者数は4万人、脚気死亡者数は4千人という事態であった（詳細は「日本の脚気史#日清戦争での陸軍脚気流行」を参照）。日清戦争時に大本営運輸通信長官であった寺内正毅は、のちに当時を振り返り、麦飯支給を石黒忠悳に反対され中止したことがあると暴露したが、鷗外が石黒の賛成者だったとも語っている。
1901年（明治34年）8月2日、『軍医学会雑誌』に「脚気予防トシテ軍隊ニ麦飯ヲ給シタル起源ニ就テ」が掲載された。そこには、大阪鎮台病院の堀内利国が麦飯給与を試行し、脚気が減ったこと、全国の師団でも麦飯給与が行われ陸軍の脚気が消滅したことが書かれていた。
1901年（明治34年）8月31日、鷗外は『脚気減少は果して麦を以て米に変へたるに因する乎』と題する論文を発表。麦飯にした年と脚気激減の年の符合に因果関係はなく、関係あるとするのは前後即因果の誤謬であると主張した。しかし、その主張の根拠となる事実は何も示してはいない。この論文について山下政三は、好意的に読み返しても医学を論じた文にはみえず支離滅裂な内容であり感情が爆発して論理が整わないまま発表したのだろうと述べている。
日露戦争において、大本営陸軍部は輸送の困難さなどを理由に戦時兵食規定のまま白米食を当面採用することにし、麦飯の採用を後回しにした（詳細は「日本の脚気史#日露戦争での陸軍脚気惨害」を参照）。鷗外は第2軍の軍医部長であったが、まだ広島にいた1904年（明治37年）4月8日、第2軍の戦闘序列（指揮系統下）にあった鶴田第1師団軍医部長、横井第3師団軍医部長が「麦飯給与の件を森（第2軍）軍医部長に勧めたるも返事なし」（鶴田禎次郎『日露戦役従軍日誌』）だったとの記録がある。その「返事なし」をどのように解釈するかは意見が分かれる。
陸軍は8月から部分的に麦飯にし始め、後に陸軍全体で麦飯にしたものの、日露戦争での陸軍の脚気患者数は約25万人、脚気死者数は約2万7千人となった（詳細は「
日本の脚気史#日露戦争での陸軍脚気惨害」を参照）。日露戦争時に陸軍の衛生に責任を持つ大本営陸軍部野戦衛生長官であった小池正直は、日露戦争での陸軍脚気惨害について海軍から強く批判され、陸軍省医務局長を辞任。鷗外は後任として陸軍省医務局長に就任。その直後から、脚気の原因解明を目的とした脚気病調査会の創設に向けて動き、「臨時脚気病調査会」が陸軍大臣の監督する国家機関として設立された（詳細は「日本の脚気史#陸軍省主導による臨時脚気病調査会の設置」を参照）。
鷗外は、1916年（大正5年）4月に陸軍省医務局長を辞任して予備役となるまで臨時脚気病調査会会長をつとめた。5月からは臨時委員に任命され、没年の1922年（大正11）年7月までつとめた。最後に出席した1921年（大正10年）10月28日の第25回総会は、大部分がビタミンBに関する研究報告であった。『医海時報』は、「内容の充実したもので、脚気調査は即ち一新紀元を画すべく期待さるるに至った」と報じている。
臨時脚気病調査会は「脚気ビタミン欠乏説」をほぼ確定し、1924年（大正13年）に廃止されたが、その後の脚気病研究会の母体となった。鷗外が創設に動いた臨時脚気病調査会は、脚気研究の土台を作り、ビタミン研究の基礎を築いた。反面、「その十六年間の活動は、脚気栄養障害説＝ビタミンB欠乏症（白米原因）説に柵をかけ、その承認を遅らせるためだけにあったようなものであった」と否定的にとらえる見方もある。
鷗外と小池正直の共著で発行した『衛生新編』において、鷗外は1914年（大正3年）9月に改訂増補第5版を発行し、第4版までなかった「脚気」を初めて追加している。ただ、当時脚気の原因をめぐって医学界が混乱していたこともあり、様々な権威者たちの見解を列記しただけで、鷗外自らの見解を記述してはいない。
陸軍兵食規則の主食は、鷗外が陸軍医務局長の時代に精米から米麦に変更されている。陸軍給与令は『勅令第四十三号』（大正2年3月29日）により、陸軍戦時給与規則細則は『陸達二十号』（大正3年8月17日）により変更された。

#### 脚気惨害をめぐる議論
陸軍の脚気惨害における鷗外の責任について対立する見解が存在する。
鷗外が脚気惨害を助長したとする非難の多くは筋違いであるとして、以下の見解がある。
- 陸軍の脚気惨害の責任について。戦時下で陸軍の衛生に関する総責任を負うのは大本営陸軍部の野戦衛生長官（当時の陸軍省医務局長が就任し、日清戦争では石黒忠悳、日露戦争では小池正直）である。鷗外には陸軍の兵食を決定する権限はなかった。鷗外が陸軍省医務局長に就任し権限を得たのは、脚気惨害が起きていた日露戦争が終わったあとである。
- 鷗外が白米飯を擁護したことが陸軍の脚気惨害を助長したという批判について。日露戦争当時、麦飯派の寺内正毅が陸軍大臣であった（麦飯を主張する軍医部長がいた）[注釈 59]にもかかわらず、大本営が「勅令」として指示した戦時兵食は、日清戦争と同じ白米飯（精白米6合）であった。その理由として、軍の輸送能力に問題があり、また脚気予防（理屈）とは別のもの（情）もあった。その別のものとは、白米飯は当時の庶民が憧れるご馳走であり、麦飯は貧民の食事として蔑まれていた世情を無視できず、また部隊長の多くも死地に行かせる兵士に白米を食べさせたいという心情である[45]。
- 鷗外の「陸軍兵食試験」が脚気発生を助長したとの批判について。兵食試験は、当時の栄養学に基づく試験であり、脚気とは関係がない。その試験結果を上官の石黒忠悳が歪めて用い、あたかも脚気の試験であったかのように誤用したためである[46]。

鷗外への非難の主なものを以下に記す。ただし、その非難の内容が適切かを問わずに記載する。
- 白米食を麦飯食に代えると脚気が激減する現象が見られたにもかかわらず戦時中は白米食を強要した[47]。
- 海軍の兵食改良を徹底して非難した。鷗外は留学先からわざわざ高木を非難する論文まで送っており、これは日本国内における脚気栄養説への攻撃にも利用された。コッホが細菌を発見するまで人類は病気のメカニズムすら把握していなかった。海軍や高木が行い、陸軍でも日露戦争開戦前に取り入れて成果の挙がっていた「原因は（当時は）わからないが結果として脚気が治る」という現在で言う疫学であるイギリス流の医学に基づく対症療法を認めなかった。
- 論理にこだわり過ぎて、学術的権威に依拠し過ぎた[注釈 60]。原因が判明しないまま全軍に取り入れることはできないというのは一面で正しいものの見方であるが、経験が蓄積され、あるいは研究が進展してからもなお細菌説に固執した。軍医、しかも高官にまで出世する立場にあるならば、ビタミンなどの微小栄養素が発見前であることから原因の説明ができない高木の栄養説を攻撃する前に、徴兵主体の兵士の健康を確保するべきであったが、鷗外にとってそれは重要ではなかった。コッホの助言によって東南アジアでの同種の栄養素欠乏症であるベリベリの調査が行われ、「動物実験とヒトの食餌試験」という手法が日本にも導入された。この結果、細菌説の支持者だった臨時脚気病調査会の委員が栄養説へ転向したが、会長の鷗外はこれを罷免した。また麦飯派の寺内が求めた麦飯の効能の調査については、栄養の問題そのものを調査会の活動方針から排除した。
- 日清戦争時に上官の石黒に同調した[注釈 61][注釈 62]。石黒は日清戦争当時に土岐頼徳からの麦飯支給の稟議を握りつぶし、日清戦争後の台湾の平定（乙未戦争）でも白米の支給を変えてはならないと通達した。石黒自身は、脚気を根絶可能とし、実際に患者を減らした海軍と異なり「脚気根絶は甚だ困難」という談話さえ発表している。土岐が台湾で独断の麦飯支給で脚気の流行を鎮めると、軍規違反を問うて即刻帰京させ、5年後に予備役に追い込んだが軍法会議は開かなかった。軍法会議を開いた場合、軍規違反を起こした士官の上官としての統率責任と、そもそもなぜ軍規違反に至ったかの経緯が公になるためである。しかし石黒が隠そうとした「麦飯で脚気が減った」経緯を知る元台湾鎮台司令官の高島鞆之助は陸軍大臣になると石黒を辞任させた。鷗外が同調した上官とはこのような人物であり、同じ陸軍の軍医が麦飯で脚気を減らしてもなお高木の栄養説の欠陥を批判するのみで、脚気患者を減らすことを目的とした対策は採らず、日露戦争での膨大な戦病死を惹起した。

## 年譜
※日付は1872年までは旧暦

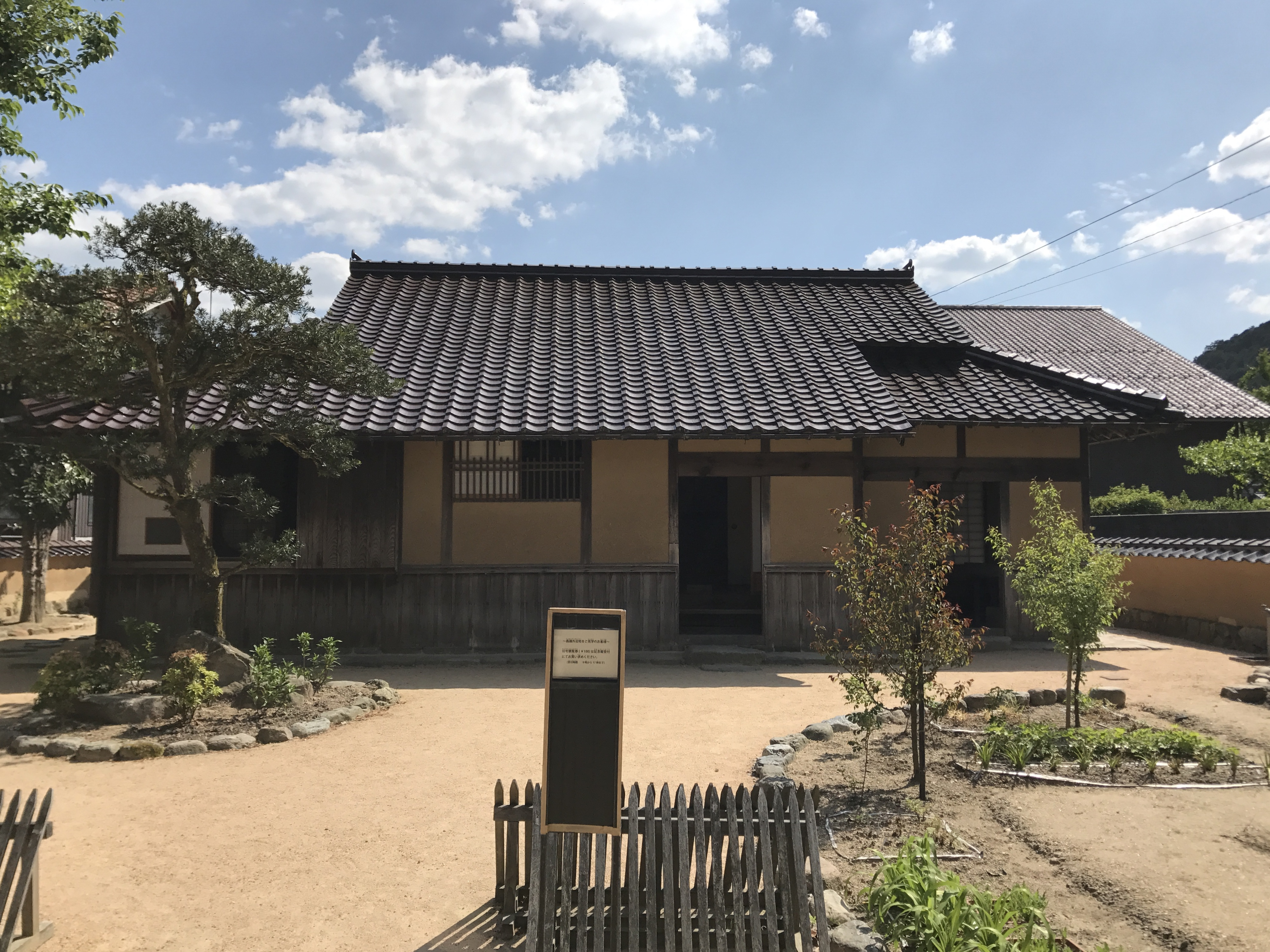
史跡・森鷗外生家

- 1862年（文久02年）1月19日 - 石見国津和野藩（現・島根県鹿足郡津和野町）に、藩医・森静泰（後に静男と改名）、峰子の長男として生まれる。養子が多かったため、久々の跡継ぎ誕生となる。
- 1867年（慶応3年）11月 - 村田久兵衛に論語を学ぶ。
- 1868年（明治元年）3月 - 米原綱善に孟子を学ぶ。
- 1869年（明治02年） - 養老館で、四書を一から読み直す。
- 1870年（明治03年） - 五経、オランダ語を学ぶ。
- 1871年（明治04年） - 藩医の室良悦にオランダ語を学ぶ。
- 1872年（明治05年）
  - 06月 - 父とともに津和野を発ち、8月に東京入り（向島小梅村）。その後、向島曳舟通りに転居。
  - 10月 - ドイツ語習得のため、本郷の進文学社（私塾）に入学。
- 1873年（明治06年）
  - 06月 - 津和野町の家を売却し、祖母、母なども上京。
  - 11月、第一大学区医学校予科（後に東京医学校へ改称。現：東京大学医学部）に入学。
- 1877年（明治10年） - 東京医学校が東京開成学校と合併して東京大学医学部に改組され、その本科生になる。
- 1880年（明治13年） - 本郷龍岡町の下宿屋「上条」に移る。翌年3月、下宿先で火災に遭い、講義ノートなどを失う。
- 1881年（明治14年）
  - 春 - 肋膜炎に罹る。
  - 07月 - 東京大学医学部を卒業。父・静男の経営する南足立郡千住町の橘井堂医院に転居（現在でも北千住には森鷗外ゆかりの碑が建てられている）。戸籍も東京に移す。
  - 09月 - 『読売新聞』に寄稿した「河津金線君に質す」が採用される。これが鷗外の初めて公にされた文章であろう。
  - 12月 - 東京陸軍病院課僚を命じられて、陸軍軍医副の任務に就く。
- 1882年（明治15年）
  - 02月 - 第一軍管区徴兵副医官（中尉相当）になり、従七位の位階を授かる。
  - 05月 - 陸軍軍医本部課僚になり、プロシア陸軍衛生制度の調査に駆り出される。
- 1884年（明治17年）
  - 06月 - 陸軍衛生制度、衛生学研究の目的で、ドイツ留学を命じられる。
  - 10月 - ドイツに到着。ライプツィヒ大学でホフマン教授などに学ぶ。
- 1885年（明治18年）
  - 01月 - ヴィルヘルム・ハウフの童話を翻訳した「盗侠行」を発表。
  - 02月 - ドイツ語で「日本兵食論」「日本家屋論」を執筆。
  - 05月 - 陸軍一等軍医（大尉相当）に昇進。
  - 10月 - ドレスデンに移る。
  - 12月 - ライプツィヒの酒場アウアーバッハスケラーを哲学者の井上哲次郎と訪れ、この時に井上の勧めもあって、『ファウスト』の翻訳を決心する。
- 1886年（明治19年）3月 - ミュンヘンに移る。大学衛生部に入学し、ペッテンコーフェルに衛生学を学ぶ。
- 1887年（明治20年）
  - 04月 - ベルリンに移る。
  - 05月 -北里柴三郎と共にコッホを訪ね、衛生試験所に入る。
- 1888年（明治21年）
  - 03月 - プロシア近衛歩兵第2連隊の軍隊任務に就く。
  - 09月 - 日本に帰国。
  - 10月 - 陸軍大学校教官に就任。
  - 12月、『非日本食論将失其根拠』を自費出版。
- 1889年（明治22年）
  - 01月 - 『東京医事新誌』の主筆となる。その後、『読売新聞』に「医学の説より出でたる小説論」を発表し、本格的な文筆活動が始まる。
  - 03月 - 写真婚で、海軍中将赤松則良の長女・登志子と婚約。
  - 05月 - 東京美術学校専修科の美術解剖学講師に就任。
  - 08月 - 『国民之友』に訳詩編「於母影」を発表。
  - 10月 - 軍医学校陸軍二等軍医正（中佐相当官）教官心得になる。
- 1890年（明治23年）
  - 01月 - 『医事新論』を創刊。『国民之友』に「舞姫」を発表。
  - 08月 - 『しからみ草紙』に「うたかたの記」を発表。この作品は、石橋忍月との論争の火種になる。
  - 09月 - 長男・於菟誕生。しかし、まもなく妻の登志子と離婚。
  - 10月 - 本郷駒込千駄木町57に居住を移す。鷗外は、そこを「千朶山房」と呼ぶ。
- 1891年（明治24年）
  - 1月 - 『文づかひ』を刊行。
  - 08月 - 医学博士の学位を授与される。
  - 09月 - 『しからみ草紙』に「山房論文」を発表。早稲田文学で坪内逍遙と没理想論争を交わす。
- 1892年（明治25年）
  - 07月 - 翻訳小説集『美奈和集』（春陽堂）を刊行。
  - 08月 - 医学と文学の論争から離れて休息を取るため、自宅（観潮楼）を建設。
  - 11月 - 『しからみ草紙』にアンデルセンの「即興詩人」を連載。
- 1893年（明治26年）11月 - 陸軍一等軍医正（大佐相当）に昇進し、軍医学校長になる。
- 1894年（明治27年）
  - 07月 - 日清戦争が勃発。
  - 08月 - 東京から広島市に向かう。
  - 11月 - 大連に上陸。
- 1895年（明治28年）
  - 04月21日 - 任 陸軍軍医監[48]
  - 05月 - 日清講和条約調印後、帰国（帰京することなく広島市にとどまる）。
  - 08月 - 台湾総督府陸軍局軍医部長になり、台湾に赴任。
  - 09月 - 帰国の途につく。
- 1896年（明治29年）
  - 01月 - 『めさまし草』を創刊。
  - 03月 - 幸田露伴、斎藤緑雨らと共に『めさまし草』に「三人冗語」を連載。
  - 04月 - 父・静男死去。
- 1897年（明治30年）
  - 01月 - 中浜東一郎（中浜万次郎の長男）、青山胤通らと共に公衆医事会を設立、『公衆医事』を創刊。
- 1898年（明治31年）
  - 08月 - 『時事新報』にて箴言集「智恵袋」（ドイツ人作家・Adolf Freiherr von Knigge著『Über den Umgang mit Menschen』の抄訳・翻案）連載開始。
  - 10月 - 近衛師団軍医部長兼軍医学校長に就任。
- 1899年（明治32年）
  - 02月 - 軍医監（少将相当）に昇任し、第12師団軍医部長として福岡県の小倉に赴任。
  - 06月 - 『二六新報』にて箴言集「心頭語」連載開始。
- 1902年（明治35年）
  - 01月 - 大審院判事荒木博臣長女の志げと再婚。
  - 03月 - 東京に転勤。
- 1903年（明治36年）
  - 01月 - 長女・茉莉誕生。
  - 03月 - 『新小説』にて箴言集「慧語」（スペイン人作家バルタサル・グラシアン著、ショーペンハウエル訳『Handorakel und Kunst der Weltklugheit （原題Oráculo manual y arte de prudencia）』の抄訳・翻案）連載開始。
- 1904年（明治37年）
  - 02月 - 日露戦争が勃発。
  - 04月 - 第2軍軍医部長として、広島市の宇品港を立つ。『うた日記』を書く。
- 1905年（明治38年） - 奉天会戦勝利後、残留していたロシア赤十字社員の護送に尽力。
- 1906年（明治39年）
  - 01月 - 帰国。
  - 06月 - 賀古鶴所らと歌会「常磐会」を設立（後に山縣有朋などが参加）。
- 1907年（明治40年）
  - 03月 - 与謝野鉄幹、伊藤左千夫、佐佐木信綱らと自宅で「観潮楼歌会」を開く。
  - 06月 - 西園寺公望が主催した歌会「雨声会」に出席。
  - 08月 - 次男・不律誕生。
  - 10月 - 陸軍軍医総監・陸軍省医務局長となる。
- 1908年（明治41年）
  - 01月 - 弟・三木竹二死去。
  - 02月 - 次男・不律死去。
  - 05月 - 文部省の臨時仮名遣調査委員会委員になる。
- 1909年（明治42年）
  - 03月 - 『スバル』に口語体小説「半日」を寄稿。以後、頻繁に寄稿する。
  - 05月 - 次女・杏奴誕生。
  - 07月 - 文学博士の学位を授与され、また「ヰタ・セクスアリス」掲載の『スバル』が発売禁止に処される。
- 1910年（明治43年）
  - 02月 - 慶應義塾大学部の文学科顧問に就任。『三田文学』編集委員。
- 1911年（明治44年）
  - 02月 - 三男・類誕生。
  - 05月 - 文芸委員会委員になる。
  - 09月 - 『スバル』に「雁」を連載。
- 1912年（明治45年）
  - 01月 - 文芸委員会に頼まれていた戯曲『ファウスト』の訳を完結させる。
  - 10月 - 初の歴史小説「興津弥五右衛門の遺書」を『中央公論』に発表。
- 1913年（大正02年）
  - 01月 - 『中央公論』に「阿部一族」を発表。
  - 02月 - 臨時宮内省御用掛に就任。
- 1914年（大正03年）
  - 01月 - 『中央公論』に「大塩平八郎」を発表。
  - 02月 - 『新小説』に「堺事件」を発表。
- 1915年（大正04年）
  - 01月 - 『中央公論』に「山椒大夫」を、『心の花』に「歴史其儘と歴史離れ」を発表。
  - 10月 - 『中央公論』に「最後の一句」を発表。
  - 11月、大島健一陸軍次官に辞意を表明。同年、渋江抽斎の調査研究を始める。
- 1916年（大正05年）
  - 01月、『中央公論』に「高瀬舟」を、『新小説』に「寒山拾得」を発表。東京日日新聞と大阪毎日新聞に「渋江抽斎」を連載。
  - 03月、母峰子死去。
  - 04月13日、陸軍省医務局長を退き予備役に編入[49]。
- 1917年（大正06年）
  - 12月 - 宮内省より帝室博物館総長兼図書頭に任ぜられ、高等官一等に叙せられる。
- 1918年（大正07年）
  - 11月 - 正倉院御物開封に立ち会うため奈良に一時滞在。以後1921年（大正10年）まで毎秋、奈良を訪れた。
- 1919年（大正08年）
  - 09月 - 帝国美術院の初代院長に就任。
- 1920年（大正09年）
  - 09月 - 図書寮曝書室が失火により全焼。宮内大臣宛に進退伺を出すが不受理となる[50]。
- 1921年（大正10年）
  - 06月 - 臨時国語調査会長に就任。秋、足に浮腫が出来始めるなど、腎臓病の兆候が見られ始める。
- 1922年（大正11年）
  - 04月 - イギリス皇太子の正倉院参観に合わせ、奈良へ5度目の出張。途中、いくどか病臥する。
  - 06月29日 - 萎縮腎と診断される。また、肺結核の兆候も見られた。
  - 07月06日 - 友人の賀古鶴所に遺言の代筆を頼む。
  - 07月09日 - 午前7時死去。弘福寺（東京・向島）に埋葬される。
- 1927年（昭和02年） - 墓が禅林寺（東京・三鷹市）に移される。分骨され、津和野町の永明寺にも墓がある。

## 栄典
位階
- 1891年（明治24年）12月28日 - 従六位
- 1893年（明治26年）12月16日 - 正六位
- 1895年（明治28年）11月15日 - 従五位
- 1899年（明治32年）7月10日 - 正五位
- 1904年（明治37年）9月13日 - 従四位
- 1909年（明治42年）10月20日 - 正四位
- 1914年（大正3年）11月10日 - 従三位
- 1916年（大正5年）5月10日 - 正三位
- 1922年（大正11年）7月9日 - 従二位

勲章等
- 1889年（明治22年）11月29日 - 大日本帝国憲法発布記念章[60]
  - 1894年（明治27年）11月24日 - 勲六等瑞宝章[61]
  - 1895年（明治28年）
    - 9月20日 - 単光旭日章・功四級金鵄勲章[62]
    - 11月18日 - 明治二十七八年従軍記章[63]

  - 1896年（明治29年）11月25日 - 勲五等瑞宝章[64]
  - 1900年（明治33年）5月31日 - 勲四等瑞宝章[65]
  - 1904年（明治37年）11月29日 - 勲三等瑞宝章[66]
  - 1906年（明治39年）4月1日 - 功三級金鵄勲章・勲二等旭日重光章・明治三十七八年従軍記章[67]
  - 1915年（大正4年）
    - 4月24日 - 勲一等瑞宝章[68]
    - 11月7日 - 旭日大綬章・大正三四年従軍記章[69]
    - 11月10日 - 大礼記念章（大正）[70]

## 主な作品

### 小説
- 舞姫（『国民之友』1890年1月）
- うたかたの記（『国民之友』1890年8月）
- 文づかひ（吉岡書店、1891年1月）
- そめちがへ（『新小説』1897年8月）
- 朝寐（『心の花』1906年11月）
- 有楽門（『心の花』1907年1月）
- 半日（『スバル』1909年3月）
- 追儺（『東亜之光』1909年5月）
- 懇親会（『美術之日本』1909年5月）
- 魔睡（『スバル』1909年6月）
- 大発見（『心の花』1909年6月）
- ヰタ・セクスアリス（『スバル』1909年7月）
- 鶏（『スバル』1909年8月）
- 金貨（『スバル』1909年9月）
- 金毘羅（『スバル』1909年10月）
- 杯（『中央公論』1910年1月）
- 独身（『スバル』1910年1月）
- 牛鍋（『心の花』1910年1月）
- 電車の窓（『東亜之光』1910年1月）
- 木精（『東京朝日新聞』1910年1月16日-17日）※「藁吾野人」名義で発表
- 里芋の芽と不動の目（『スバル』1910年2月）
- 青年（『スバル』1910年3月–11年8月）
- 桟橋（『三田文学』1910年5月）
- 普請中（『三田文学』1910年6月）
- ル・パルナス・アンビュラン（『中央公論』1910年6月）
- 花子（『三田文学』1910年7月）
- あそび（『三田文学』1910年8月）
- 沈黙の塔（『三田文学』1910年11月）
- 身上話（『新潮』1910年11月）
- 食堂（『三田文学』1910年12月）
- 蛇（『中央公論』1911年1月）
- カズイスチカ（『三田文学』1911年2月）

| - 妄想（『三田文学』1911年4月） - 藤鞆絵（『三田文学』1911年5月 - 6月） - 流行（『三越』1911年7月） - 心中（『中央公論』1911年8月） - 雁（『スバル』1911年9月–1913年5月） - 灰燼（『三田文学』1911年10月–1912年12月中絶） - 百物語（『中央公論』1911年10月） - かのように（『中央公論』1912年1月） - 不思議な鏡（『文章世界』1912年1月） - 鼠坂（『中央公論』1912年4月） - 吃逆（『中央公論』1912年5月） - 藤棚（『太陽』1912年6月） - 羽鳥千尋（『中央公論』1912年8月） - 田楽豆腐（『三越』1912年9月） - 興津弥五右衛門の遺書（『中央公論』1912年10月） - ながし（『太陽』1913年1月） - 阿部一族（『中央公論』1913年1月） - 佐橋甚五郎（『中央公論』1913年4月） - 槌一下（『中央公論』1913年7月） - 護寺院原の敵討（『ホトトギス』1913年10月） - 大塩平八郎（『中央公論』1914年1月） - 堺事件（『新小説』1914年2月） - 安井夫人（『太陽』1914年4月） - 山椒大夫（『中央公論』1915年1月） - 天寵（『アルス』1915年4月） - 二人の友（『アルス』1915年6月） - 魚玄機（『中央公論』1915年7月） - 余興（『アルス』1915年8月） - じいさんばあさん（『新小説』1915年9月） - 最後の一句（『中央公論』1915年10月） - 高瀬舟（『中央公論』1916年1月） - 寒山拾得（『新小説』1916年1月） |

### 戯曲
- 女歌舞伎操一舞（『読売新聞』1889年11月）※三木竹二と共作
- 玉篋両浦嶼（『歌舞伎』1902年12月号外）
- 日蓮上人辻説法（『歌舞伎』1904年臨時号）
- 仮面（『スバル』1909年4月）
- 静（『スバル』1909年11月）
- 生田川（『中央公論』1910年4月）
- 女がた（『三越』1913年10月）
- 曾我兄弟（『新小説』1914年3月）

### 史伝
- 栗山大膳（『太陽』1914年9月）
- 津下四郎左衛門（『中央公論』1915年4月）
- 椙原品（『東京日日新聞』『大阪毎日新聞』1916年1月）
- 渋江抽齋（『東京日日新聞』『大阪毎日新聞』1916年1月-5月）
- 寿阿弥の手紙（『東京日日新聞』『大阪毎日新聞』1916年5月 - 6月）
- 伊澤蘭軒（『東京日日新聞』『大阪毎日新聞』1916年6月-1917年9月）
- 都甲太兵衛（『東京日日新聞』『大阪毎日新聞』1917年1月）
- 鈴木藤吉郎（『東京日日新聞』『大阪毎日新聞』1917年9月）
- 細木香以（『東京日日新聞』『大阪毎日新聞』1917年9月-10月）
- 小嶋宝素（『東京日日新聞』『大阪毎日新聞』1917年10月）
- 北條霞亭（『東京日日新聞』『大阪毎日新聞』1917年10月-12月、『帝国文学』1918年2月-9月）
- 霞亭生涯の末一年（『アララギ』1920年10月-1921年11月）

### 翻訳（小説）
- 緑葉歎（ドーデ、『読売新聞』1889年2月）※三木竹二と共訳
- 玉を懐いて罪あり（ホフマン、『読売新聞』1889年3月-7月）※三木竹二と共訳
- 戦僧（ドーデ、『少年園』1889年3月）
- 新世界の浦島（アーヴィング、『少年園』1889年5月-7月）
- 洪水（ハート（英語版）、『しがらみ草紙』1889年10月-1890年3月）
- 瑞西館に歌を聞く（レフ・トルストイ、『読売新聞』1889年11月）
- ふた夜（ハックレンデル（ドイツ語版）、『読売新聞』1890年1月-2月）
- 馬鹿な男（ツルゲーネフ、『日本之文華』1890年1月）
- 地震（クライスト、『国民新聞』1890年3月）
- 悪因縁（クライスト、『国民之友』1890年4月-7月）
- 埋木（シュビン（ドイツ語版）、『しがらみ草紙』1890年4月-1891年4月）
- 羅馬（ツルゲーネフ、『東京中新聞』1890年6月）
- うきよの波（シュテルン（ドイツ語版）、『国民之友』1890年8月-11月）
- 黄綬章（ハックレンデル、『東京日日新聞』1891年3月）
- 懺悔記（ルソー、『立憲自由新聞』1891年3月-5月）※未完
- みくづ（ドーデ、『しがらみ草紙』1891年6月）
- 女丈夫（フレンツェル（ドイツ語版）、『国民之友』1891年8月）
- ぬけうり（レールモントフ、『学習院輔仁会雑誌』1892年10月）
- 即興詩人（アンデルセン、『しがらみ草紙』1892年11月-『めさまし草』1901年2月）
- はげあたま（コピッシュ（ドイツ語版）、『新小説』1897年1月）
- 山彦（ヒッペル（ドイツ語版）、『藝文』1902年6月）
- 宿命論者（レールモントフ、『明星』1907年1月）
- ソクラテエスの死（クレーゲル（ドイツ語版）、『心の花』1908年1月）
- アンドレアス・タアマイエルが遺書（シュニッツラー、『明星』1908年1月）
- 父（シェーファー（ドイツ語版）、『明星』1908年2月）
- いつの日か君帰ります（ルスト（ドイツ語版）、『明星』1908年4月）
- 黄金杯（ヴァッサーマン、『明星』1908年5月）
- 牧師（ラーゲルレーヴ、『心の花』1908年10月）
- わかれ（ホルツ（ドイツ語版）,シュラフ（ドイツ語版）、『明星』1908年11月）
- 顔（デーメル、『心の花』1909年1月）
- 午後十一時（ヴィード（デンマーク語版）、『太陽』1910年1月）
- 白（リルケ、『趣味』1910年1月）
- 釣（アルテンベルク、『女子文壇』1910年1月）
- 犬（アンドレーエフ、初出不明 1910年1月）
- 鴉（シュミットボン（ドイツ語版）、『帝国文学』1910年3月）
- 歯痛（アンドレーエフ、『趣味』1910年3月）
- 聖ジュリアン（フローベール、『太陽』1910年5月-7月）
- 罪人（アルツィバーシェフ、『東亜之光』1910年5月）
- うづしほ（エドガー・アラン・ポー、『文藝倶楽部』1910年8月）
- 死（アルツィバーシェフ、『学生文藝』1910年9月）
- 笑（アルツィバーシェフ、『東亜之光』1910年9月）
- 二髑髏（ミョリスヒョッフェル（ドイツ語版）、『東亜之光』1911年1月）
- 襟（ディモフ（ロシア語版）、『三田文学』1911年1月）
- 一疋の犬が二疋になる話（ベルジェ（英語版）、『心の花』1911年1月）

| - 塔の上の鶏（オイレンベルク、『東亜之光』1911年6月） - 世界漫遊（ダビット、『帝国文学』1911年6月） - クサンチス（サマン、『新小説』1911年7月） - 薔薇（ヴィード、『女子文壇』1911年7月） - 板ばさみ（チリコフ、『三田文学』1911年7月） - みれん（シュニッツラー、『東京日日新聞』1912年1月-3月） - 樺太脱獄記（コロレンコ、『文藝倶楽部』1912年1月） - 女の決闘（オイレンベルク、初出不明） - 己の葬（エーヴァース、『昴』1912年1月） - 冬の王（ランド、『帝国文学』1912年1月） - 老曹長（リーリエンクローン、『東亜之光』1912年1月） - 汽車火事（キーゼル、『三田文学』1912年1月） - 祭日（リルケ、『心の花』1912年1月） - 駆落（リルケ、『女子文壇』1912年1月） - 父と妹（シェーファー、『女子文壇』1912年4月） - 不可説（レニエ、『昴』1912年5月） - 鰐（ドストエフスキー、『新日本』1912年5月 - 6月） - 正体（フォルメラー、『三田文学』1912年6月） - 破落戸の昇天（モルナール、『昴』1912年8月） - 十三時（エドガー・アラン・ポー、『趣味』1912年10月） - 田舎（プレヴォー、『昴』1912年10月） - 老人（リルケ、『帝国文学』1913年1月） - 請願（エーヴァース、『心の花』1913年1月） - 一人者の死（シュニッツラー、『東亜之光』1913年1月） - 馬丁（アレクセイ・トルストイ、『昴』1913年1月-7月） - 復讐（レニエ、『三田文学』1913年1月 - 4月） - 猿（クラルティ、『新日本』1913年3月） - 最終の午後（モルナール、『三田文学』1913年5月） - 労働（シェーンヘル、初出不明） - 病院横町の殺人犯（エドガー・アラン・ポー、『新小説』1913年6月） - 辻馬車（モルナール、『三田文学』1913年6月） - フロルスと賊と（クズミン、『三田文学』1913年7月） - センツアマニ（ゴーリキー、『三田文学』1913年8月） - 刺絡（シュトローブル、『昴』1913年8月） - パアテル・セルギウス（レフ・トルストイ、『文藝倶楽部』1913年9月） - 橋の下（ブウテ、『三田文学』1913年10月） - 聖ニコラウスの夜（ルモニエ、『三田文学』1913年11月-12月） - 防火栓（ヒルシュフェルト、『昴』1913年12月） - 尼（ヴィード、『我等』1914年1月） - 舞踏（アナトール・フランス、『新思潮』1914年3月） - 毫光（レンジェル、『番紅花』1914年3月） - 蛙（ミストラル、『我等』1914年7月） - 父の讐（マーゼリング、『我等』1914年8月） - 鑑定人（ブールジェ、『新小説』1915年1月） |

### 翻訳（戯曲）
- 調高矣洋絃一曲（カルデロン、『読売新聞』1889年1月-2月）※三木竹二と共訳
- 折薔薇（レッシング、『しがらみ草紙』1889年10月-1890年6月）
- 伝奇トオニイ（ケルナー（ドイツ語版）、『読売新聞』1889年11月-12月）※三木竹二と共訳、未完
- 俘（レッシング、『しがらみ草紙』1892年9月-1893年7月）
- 牧師（イブセン、『萬年草』1903年6月-9月）※未完
- 我君（ショルツ（ドイツ語版）、『歌舞伎』1907年10月）
- 短剣を持ちたる女（シュニッツラー、『歌舞伎』1907年11月-12月）
- 出発前半時間（ヴェーデキント、『歌舞伎』1908年1月）
- 奥底（バール、『歌舞伎』1908年7月-8月）
- 花束（ズーダーマン、『歌舞伎』1908年9月-10月）
- 猛者（シュニッツラー、『歌舞伎』1908年11月）
- 痴人と死と（ホーフマンスタール、『歌舞伎』1908年12月）
- 僧房夢（ハウプトマン、『歌舞伎』1909年1月-3月）
- 耶蘇降誕祭の買入（シュニッツラー、『新天地』1909年1月）
- 奇蹟（メーテルリンク、『歌舞伎』1909年1月）
- ねんねえ旅篭（ヴィード（デンマーク語版）、『心の花』1909年4月-5月）
- 債鬼（ストリンドベリ、『歌舞伎』1909年4月）
- ジヨン・ガブリエル・ボルクマン（イブセン、『国民新聞』1909年6月-8月）
- サロメ（ワイルド、『歌舞伎』1909年7月-9月）
- 家常茶飯（リルケ、『太陽』1909年9月-10月）
- 秋夕夢（ダンヌンツィオ、『歌舞伎』1909年10月）
- 負けたる人（ショルツ、『新小説』1909年11月-12月）
- 人の一生（アンドレーエフ、『歌舞伎』1910年1月-5月）

| - 街の子（シュミットボン、『歌舞伎』1910年5月-10月） - 飛行機（シュトゥッケン、『歌舞伎』1910年6月-8月） - 馬盗坊（バーナード・ショー、『歌舞伎』1910年10月-12月） - 一人舞台（ストリンドベリ、『女子文壇』1911年1月） - パリアス（ストリンドベリ、『新小説』1911年1月） - 人力以上（ビョルンソン、『歌舞伎』1911年1月-5月） - 寂しき人々（ハウプトマン、『読売新聞』1911年2月-4月） - 手袋（ビョルンソン、『歌舞伎』1911年11月-1912年3月） - 幽霊（イブセン、金葉堂、1911年12月刊） - 僧院（ヴェルハーレン、『歌舞伎』1912年1月- 914年9月） - ヂオゲネスの誘惑（シュミットボン、『演芸倶楽部』1912年4月） - 恋愛三昧（シュニッツラー、『歌舞伎』1912年4月 - 1913年9月） - ギヨッツ（ゲーテ、『歌舞伎』1912年10月-1914年3月） - ファウスト（ゲーテ、冨山房、第一部：1913年1月刊、第二部：1913年3月刊） - 夜の二場（ステーンホフ、『大正演芸』1913年2月） - マクベス（シェイクスピア、警醒社、1913年7月刊） - ノラ（イブセン、警醒社、1913年11月刊） - 稲妻（ストリンドベリ、『歌舞伎』1914年1月-5月） - 謎（ホーフマンスタール、現代社、1914年5月刊） - 忘れて来たシルクハット（ダンセイニ、『番紅花』1914年7月） - 白衣の夫人（リルケ、『演芸画報』1916年1月） - ペリカン（ストリンドベリ、『白樺』1920年1月） |

### 詩歌および作詞
- 於母影（『国民之友』1889年夏期付録）※「新声社」名義の共訳詩集
- 我百首（1907年5月）
- うた日記（春陽堂、1907年9月刊）
- 横浜市歌（1909年）
- 沙羅の木（阿蘭陀書房、1915年9月刊）
- 横浜市立横浜商業高等学校校歌（1916年）
- 浜松市歌（初代。1921年発表、2005年廃止）

### 文芸評論
- 柵草紙の山房論文（『しがらみ草紙』1891年9月-1892年6月）
- 三人冗語（『めさまし草』1896年3月-7月）
- 雲中語（『めさまし草』1896年9月-1897年9月）
- ファウスト考（冨山房、1913年11月刊）
- ギヨッツ考（『三田文学』1914年2月-8月）

### 美学論
- 審美論（『めさまし草』1896年-1897年）※エドゥアルト・フォン・ハルトマン「美の哲学」の抄訳
- 洋画手引草（画報社、1898年刊）※久米桂一郎・大村西崖らと共著
- 審美綱領（春陽堂、1899年刊）※大村西崖と共編、「美の哲学」の梗概[71]。
- 審美新説（春陽堂、1900年刊）
- 審美極致論（『めさまし草』1901年2月-10月、新カント派哲学者オットー・リーブマンの翻訳）
- 芸用解剖学（画報社、1903年刊）※久米桂一郎と共撰

### 評伝
- 西周伝（1898年11月刊）
- ゲルハルト・ハウプトマン（1906年10月刊）
- ギョオテ伝（冨山房、1913年11月刊）

### 医学衛生学
- 非日本食論将失其根拠（橘井堂、1888年刊）
- 衛生新篇（南江堂、1897年刊、1914年改版増補）※小池正直との共著
- 性欲雑説（『公衆医事』1902年11月-1903年11月）
- 衛生学大意（博文館、1907年刊）

### 随筆
- 我をして九州の富人たらしめば（『福岡日日新聞』1899年9月）
- 鷗外漁史とは誰ぞ（『福岡日日新聞』1900年1月）
- 原田直次郎（『東京日日新聞』1900年1月）
- 潦休録（『歌舞伎』1900年7月）
- 当流比較言語学（『東亜之光』1909年7月）
- 長谷川辰之助（易風社『二葉亭四迷』1909年8月刊収録）
- 予が立場（Resignationの説、『新潮』1909年12月）
- 鼎軒先生（『東京経済雑誌』1911年4月）
- 文芸の主義（『東洋』1911年4月）
- サフラン（『番紅花』1914年3月）
- 歴史其儘と歴史離れ（『心の花』1915年1月）
- 空車（むなぐるま）（『東京日日新聞』『大阪毎日新聞』1916年5月）
- なかじきり（『斯論』1917年9月）
- 礼儀小言（『東京日日新聞』『大阪毎日新聞』1918年1月）
- 古い手帳から（『明星』1921年11月-1922年7月）※未完・絶筆作

### 紀行
- みちの記（『東京新報』1890年8月-9月）
- 北遊記（『心の花』1914年8月-9月）

### 箴言集
- 智恵袋（『時事新報』1898年8月-10月、アドルフ・クニッゲ「人間交際術」翻案）
- 心頭語（『二六新報』1900年2月-1901年2月、同上）
- 慧語（『新小説』1903年3月-1904年2月、バルタサール・グラシアン「処世神託」翻案[注釈 63]）

### 海外ニュース
- 海外消息（椋鳥通信補遺、『スバル』1909年1月-2月）
- 椋鳥通信（『スバル』1909年3月-1913年10月）
- 水のあなたより（『我等』1913年11月-1914年7月）

### 日記
- 北游日乘（1883年2月-3月、同年9月-1884年2月）
- 航西日記（1884年8月-10月）
- 獨逸日記（1889年10月-1893年5月）
- 隊務日記（1888年3月-7月）
- 還東日乘（1888年7月-9月）
- 觀潮樓日記（1892年8月-10月）
- 徂征日記（1894年8月-1895年10月）
- 小倉日記（1899年6月-1902年3月）
- 委蛇錄（1918年1月-1922年7月）

### その他
- 人種哲学梗概（春陽堂、1903年10月刊）
- 大戦学理（軍事委員会、1903年11月刊）※カール・フォン・クラウゼヴィッツ「戦争論」翻訳収録
- 黄禍論梗概（春陽堂、1904年5月刊）
- 仮名遣意見（1908年6月私費印刷）
- 阿育王事蹟（春陽堂、1909年1月刊）※大村西崖との共著
- 東京方眼図（春陽堂、1909年8月刊）
- 帝諡考（宮内省図書寮、1921年3月関係者限定配布）※鷗外没後1926年に吉田増蔵により補訂
- 元号考[注釈 64]　※鷗外生前は未完、没後1926年に吉田増蔵により補訂

## 家族・親族

### 先祖
典医としての森家（森氏）は、1650年前後（慶安年間）から1869年（明治2年）の版籍奉還に及ぶ。
```
玄佐━玄篤━玄叔━周菴━玄佐━玄碩━玄叔━周菴━秀菴━立本━秀菴━白仙━静泰━┳林太郎
　　　　　　　　　　　　　　　　　　　　　　　　　　　　　　　　　　　　　　　┣篤次郎
　　　　　　　　　　　　　　　　　　　　　　　　　　　　　　　　　　　　　　　┣喜美子
　　　　　　　　　　　　　　　　　　　　　　　　　　　　　　　　　　　　　　　┗潤三郎

```

父に藩医の森静泰（静男）、母に峰子。父は後に北千住で橘井堂医院を開業。鷗外も4年間住んでおり、北千住に森鷗外の碑が建立されている。父静男は明治10年より東京府南足立郡千住の東京府区医出張所で郡医を務め、医師としての名望高く学殖豊かであったが、内務省の定める免状医ではなかったために、東京府が明治18年（1885）に「郡区医職務心得」を廃止し、新たに「東京府郡区医職務章程」を定めた際に郡医を辞職した。

### 妻子
- 先妻 登志子（1871-1900。海軍中将赤松則良娘）：1889年に西周の媒酌で結婚したが1年半後で破綻[73][注釈 65]。鷗外と別れた後、1900年に再婚先で結核で死亡。
  - 長男 於菟（おと、医学者、台北帝国大学医学部教授などを歴任）
- 後妻 志げ（1880－1936。大審院判事荒木博臣の娘）：1902年結婚。鷗外の前に、渡辺勝太郎（銀行家・渡辺治右衛門の息子）と短い結婚をしており、再婚[74]。小説「波瀾」を著しており（『樋口一葉・明治女流文学・泉鏡花集』現代日本文学大系5、筑摩書房、1972年）、義妹の小金井喜美子とともに雑誌『青鞜』の賛助員になった。
  - 長女 茉莉（まり、随筆家・小説家）
  - 次女 杏奴（あんぬ、随筆家）
  - 次男 不律（ふりつ、夭折）
  - 三男 類（るい、随筆家）

4人の子供はいずれも鷗外について著作を残しており、とりわけ茉莉（国語教科書に載った『父の帽子』）と杏奴（『晩年の父』）が有名である。母親の違う於菟は、他の子供たちとはまた違った父親像を綴っている。全員が当時としては異色の名前だったが、これは本人の名前「林太郎」が外国人には発音しづらかったことから来ているもので、世界に通用する名前にしようとしたため。ちなみに孫・𣝣（じゃく、茉莉の子）も鷗外の命名による。
- 外妾 児玉せき：18、19歳頃より妾として寵愛され、その母親とともに森家の近所である千駄木林町11に暮らした[77]。

### 弟妹
- 弟 篤次郎（三木竹二）：明治期を代表する劇評家で、内科医。演劇雑誌『歌舞伎』を主宰し、歌舞伎批評に客観的な基準を確立した（三木竹二『観劇偶評』、渡辺保編、岩波文庫、2004年）。
- 弟 潤三郎（森潤三郎）：書誌学者。朝鮮の歴史にも詳しく1904年に『朝鮮年表』を出版。鷗外の伝記も執筆刊行した（『鷗外森林太郎傳』1934年、改版『鷗外森林太郎』1942年）。
- 妹 喜美子：明治期に若松賤子と並び称された翻訳家で、また随筆家・歌人でもあった（『鷗外の思い出』岩波文庫、1999年。『森鷗外の系族』岩波文庫、2001年）。
- 義弟 小金井良精：喜美子の夫。初期の文部省派遣留学生（鷗外の前年にドイツ留学）。24歳で帰国し、27歳の時に高給のドイツ人教官に代わって東京帝国大学医学部教授に就任。後年、帝国大学医科大学学長（現東京大学大学院医学系研究科研究科長・医学部長）等を務めた[78]。小金井夫妻の孫の1人が小説家の星新一。

### 傍系
- 西周：鷗外の曽祖父の次男、森覚馬が西家を継いで生まれた子。幕末・「明治維新期の西洋法学者・啓蒙家で、貴族院議員や元老院議官などの要職を歴任。上京後の一時期、鷗外少年は、西周邸から進文学社に通学した。

### 家系図
|          |          |          |          | 森静泰   | 森静泰   | 森静泰 | 森静泰 | 森静泰            | 森静泰            |                   |                   | 峰子              | 峰子              | 峰子 | 峰子 | 峰子     | 峰子     |          |          |          |          |  |  |                     |                     |                     |                     |                     |                     |  |  |        |        |        |        |            |            |            |            |            |            |            |            | 小林又兵衛 | 小林又兵衛 | 小林又兵衛 | 小林又兵衛 | 小林又兵衛 | 小林又兵衛 |    |    |    |    |
|          |          |          |          | 森静泰   | 森静泰   | 森静泰 | 森静泰 | 森静泰            | 森静泰            |                   |                   | 峰子              | 峰子              | 峰子 | 峰子 | 峰子     | 峰子     |          |          |          |          |  |  |                     |                     |                     |                     |                     |                     |  |  |        |        |        |        |            |            |            |            |            |            |            |            | 小林又兵衛 | 小林又兵衛 | 小林又兵衛 | 小林又兵衛 | 小林又兵衛 | 小林又兵衛 |    |    |    |    |
|          |          |          |          |          |          |        |        |                   |                   |                   |                   |                   |                   |      |      |          |          |          |          |          |          |  |  |                     |                     |                     |                     |                     |                     |  |  |        |        |        |        |            |            |            |            |            |            |            |            |            |            |            |            |            |            |    |    |    |    |
|          |          |          |          |          |          |        |        |                   |                   |                   |                   |                   |                   |      |      |          |          |          |          |          |          |  |  |                     |                     |                     |                     |                     |                     |  |  |        |        |        |        |            |            |            |            |            |            |            |            |            |            |            |            |            |            |    |    |    |    |
| 赤松則良 | 赤松則良 | 赤松則良 | 赤松則良 | 赤松則良 | 赤松則良 |        |        |                   |                   |                   |                   |                   |                   |      |      | 荒木博臣 | 荒木博臣 | 荒木博臣 | 荒木博臣 | 荒木博臣 | 荒木博臣 |  |  |                     |                     |                     |                     |                     |                     |  |  |        |        |        |        | 小金井良達 | 小金井良達 | 小金井良達 | 小金井良達 | 小金井良達 | 小金井良達 |            |            | 幸         | 幸         | 幸         | 幸         | 幸         | 幸         |    |    |    |    |
| 赤松則良 | 赤松則良 | 赤松則良 | 赤松則良 | 赤松則良 | 赤松則良 |        |        |                   |                   |                   |                   |                   |                   |      |      | 荒木博臣 | 荒木博臣 | 荒木博臣 | 荒木博臣 | 荒木博臣 | 荒木博臣 |  |  |                     |                     |                     |                     |                     |                     |  |  |        |        |        |        | 小金井良達 | 小金井良達 | 小金井良達 | 小金井良達 | 小金井良達 | 小金井良達 |            |            | 幸         | 幸         | 幸         | 幸         | 幸         | 幸         |    |    |    |    |
|          |          |          |          |          |          |        |        |                   |                   |                   |                   |                   |                   |      |      |          |          |          |          |          |          |  |  |                     |                     |                     |                     |                     |                     |  |  |        |        |        |        |            |            |            |            |            |            |            |            |            |            |            |            |            |            |    |    |    |    |
| 登志子   | 登志子   | 登志子   | 登志子   | 登志子   | 登志子   |        |        | 林太郎 （森鷗外） | 林太郎 （森鷗外） | 林太郎 （森鷗外） | 林太郎 （森鷗外） | 林太郎 （森鷗外） | 林太郎 （森鷗外） |      |      | 志げ     | 志げ     | 志げ     | 志げ     | 志げ     | 志げ     |  |  | 篤次郎 （三木竹二） | 篤次郎 （三木竹二） | 篤次郎 （三木竹二） | 篤次郎 （三木竹二） | 篤次郎 （三木竹二） | 篤次郎 （三木竹二） |  |  | 喜美子 | 喜美子 | 喜美子 | 喜美子 | 喜美子     | 喜美子     |            |            | 小金井良精 | 小金井良精 | 小金井良精 | 小金井良精 | 小金井良精 | 小金井良精 |            |            |            |            |    |    |    |    |
| 登志子   | 登志子   | 登志子   | 登志子   | 登志子   | 登志子   |        |        | 林太郎 （森鷗外） | 林太郎 （森鷗外） | 林太郎 （森鷗外） | 林太郎 （森鷗外） | 林太郎 （森鷗外） | 林太郎 （森鷗外） |      |      | 志げ     | 志げ     | 志げ     | 志げ     | 志げ     | 志げ     |  |  | 篤次郎 （三木竹二） | 篤次郎 （三木竹二） | 篤次郎 （三木竹二） | 篤次郎 （三木竹二） | 篤次郎 （三木竹二） | 篤次郎 （三木竹二） |  |  | 喜美子 | 喜美子 | 喜美子 | 喜美子 | 喜美子     | 喜美子     |            |            | 小金井良精 | 小金井良精 | 小金井良精 | 小金井良精 | 小金井良精 | 小金井良精 |            |            |            |            |    |    |    |    |
|          |          |          |          |          |          |        |        |                   |                   |                   |                   |                   |                   |      |      |          |          |          |          |          |          |  |  |                     |                     |                     |                     |                     |                     |  |  |        |        |        |        |            |            |            |            |            |            |            |            |            |            |            |            |            |            |    |    |    |    |
|          |          |          |          |          |          |        |        |                   |                   |                   |                   |                   |                   |      |      |          |          |          |          |          |          |  |  |                     |                     |                     |                     |                     |                     |  |  |        |        |        |        |            |            |            |            |            |            |            |            |            |            |            |            |            |            |    |    |    |    |
| 於菟     | 於菟     | 於菟     | 於菟     | 於菟     | 於菟     |        |        | 山田珠樹          | 山田珠樹          | 山田珠樹          | 山田珠樹          | 山田珠樹          | 山田珠樹          |      |      | 茉莉     | 茉莉     | 茉莉     | 茉莉     | 茉莉     | 茉莉     |  |  | 小堀四郎            | 小堀四郎            | 小堀四郎            | 小堀四郎            | 小堀四郎            | 小堀四郎            |  |  | 杏奴   | 杏奴   | 杏奴   | 杏奴   | 杏奴       | 杏奴       |            |            | 不律       | 不律       | 不律       | 不律       | 不律       | 不律       |            |            | 類         | 類         | 類 | 類 | 類 | 類 |
| 於菟     | 於菟     | 於菟     | 於菟     | 於菟     | 於菟     |        |        | 山田珠樹          | 山田珠樹          | 山田珠樹          | 山田珠樹          | 山田珠樹          | 山田珠樹          |      |      | 茉莉     | 茉莉     | 茉莉     | 茉莉     | 茉莉     | 茉莉     |  |  | 小堀四郎            | 小堀四郎            | 小堀四郎            | 小堀四郎            | 小堀四郎            | 小堀四郎            |  |  | 杏奴   | 杏奴   | 杏奴   | 杏奴   | 杏奴       | 杏奴       |            |            | 不律       | 不律       | 不律       | 不律       | 不律       | 不律       |            |            | 類         | 類         | 類 | 類 | 類 | 類 |
|          |          |          |          |          |          |        |        |                   |                   |                   |                   |                   |                   |      |      |          |          |          |          |          |          |  |  |                     |                     |                     |                     |                     |                     |  |  |        |        |        |        |            |            |            |            |            |            |            |            |            |            |            |            |            |            |    |    |    |    |
|          |          |          |          |          |          |        |        |                   |                   |                   |                   | 山田𣝣            |                   |      |      |          |          |          |          |          |          |  |  |                     |                     |                     |                     |                     |                     |  |  |        |        |        |        |            |            |            |            |            |            |            |            |            |            |            |            |            |            |    |    |    |    |
|          |          |          |          |          |          |        |        |                   |                   |                   |                   |                   |                   |      |      |          |          |          |          |          |          |  |  |                     |                     |                     |                     |                     |                     |  |  |        |        |        |        |            |            |            |            |            |            |            |            |            |            |            |            |            |            |    |    |    |    |
|          |          |          |          |          |          |        |        |                   |                   |                   |                   |                   |                   |      |      |          |          |          |          |          |          |  |  |                     |                     |                     |                     |                     |                     |  |  |        |        |        |        |            |            |            |            |            |            |            |            |            |            |            |            |            |            |    |    |    |    |
| 真章     | 真章     | 真章     | 真章     | 真章     | 真章     |        |        | 富                | 富                | 富                | 富                | 富                | 富                |      |      | 礼於     | 礼於     | 礼於     | 礼於     | 礼於     | 礼於     |  |  | 樊須                | 樊須                | 樊須                | 樊須                | 樊須                | 樊須                |  |  | 常治   | 常治   | 常治   | 常治   | 常治       | 常治       |            |            |            |            |            |            |            |            |            |            |            |            |    |    |    |    |

## 邸宅・記念館等

### 邸宅
- 森鷗外旧宅・森鷗外記念館（島根県津和野町）[79]。津和野で古くから漢方薬を売る髙津屋伊藤博石堂が建物・敷地を引き取ったが、後に七代目伊藤利兵衛が鷗外の33回忌に津和野町に寄贈した。なお、五代目伊藤利兵衛は鷗外が日露戦争に出征した際に丸薬「一等丸」を贈り喜ばれている。
- 森鷗外旧居、鷗外橋（福岡県北九州市小倉北区）[80]
- 森鷗外旧邸（旧旅館「水月ホテル鷗外荘」）
  - この建物は鷗外が最初の妻の赤松登志子と1889年5月から住んでいた邸宅で、1890年11月の離婚の直前の文京区への転居まで居住していた[81]。2021年（令和3年）に閉館した旅館「水月ホテル鷗外荘」（台東区池之端）にあった建物で[82]、根津神社（文京区）に移築されることになった[81]。
  - 築130年以上の木造平屋。延べ床面積は約120平方メートル[81]。1946年（昭和21年）に旅館の創業者が隣接する旧邸を買い取った後、座敷は「舞姫の間」として70年以上にわたって使用されていた[81]。2020年には新型コロナウイルスによる影響で予約が激減して閉館を検討[83]、約1年間の休業の後いったん営業再開したが最終的に2021年10月15日限りで閉館[84]。閉館後に根津神社（文京区）が移築を引き受けることになり、総代会の全会一致で移築が決定した[81][85]。
- 千朶山房（せんださんぼう）
  - 鷗外が文京区に引っ越して最初に暮らした邸宅で、博物館明治村内に移築されている[81]。
  - 1890年から約1年居住した住宅（元は千駄木に所在）で、のちに夏目漱石も居住した[81][86]。愛知県犬山市の博物館明治村内に移築され「森鷗外・夏目漱石住宅」として展示されている[81][86]。
- 観潮楼（かんちょうろう）
  - 文京区で鷗外が後半生を暮らした邸宅[81]。現存せず跡地には文京区立森鷗外記念館が立地する[81]。
  - 1892年（明治25年）に東京府東京市本郷区の千駄木（現・東京都文京区）に建設された。鷗外の死後、観潮楼には家族が暮らし、その後は借家となっていた[87]。しかし、1937年（昭和12年）の借家人の失火で母屋の大部分を焼失し、1945年（昭和20年）には戦災で胸像などを除きすべて焼失した[87]。観潮楼の跡地は1950年（昭和25年）に記念公園（児童遊園地）となり、東京都の史跡の指定を受けた[87]。その後、1962年（昭和37年）に文京区立鷗外記念本郷図書館が開設され鷗外記念室が併設された[87]。休室となった後、2012年に文京区立森鷗外記念館として開館した[87]。

### 記念館
- 文京区立森鷗外記念館（東京都文京区）
- 森鷗外記念館 (ベルリン)（ドイツ語版） ドイツ連邦共和国ベルリン市ミッテ区にあるかつての滞在先。

## その他のエピソード
- 常日頃、文人の自分と軍医である自分のそれを厳格に分けて考えていた。ある時、文壇の親しい友人が軍服姿で停車場に立っていた森を目にして、何気なく話しかけたら、その友人を怒鳴りつけたことがある。
- 軍医でなおかつ軍の一人でもあることを意識しており、自分の子である杏奴と散歩をしていると「わー中将が歩いているぞ」と子供たちがバラバラと駆け寄ってきた。軍の人間は日露戦争の影響で人気があったからだが、鷗外を見つめていた子供たちの1人が襟の深緑色を見て「おい、なんだ、軍医だよ」と声を上げ、子供たちが散るように去ってしまったことにかなり落胆してしまったそうである。
- 子供たちは鷗外を「パッパ」と呼び、茂子のことを「お母ちゃん」と呼んでいた。
- 細菌学、衛生学を究めて以来、パスツール同様潔癖症になってしまい、果物などの食べ物も加熱しないと食べられなくなってしまった。煮て砂糖をかけた果物が好きで、食卓には水蜜桃、杏、梅などがのった。
- 風呂を湯の無駄あるいは細菌の温床と見做して嫌い、金盥を前に一日2回手拭で身を清めるのが日課であった。於菟は『父親としての森鷗外』冒頭にて「父はこのため水の不足な戦地でも困らなかった」と述懐している。
- 酒は飲めず、大の甘党だった。あんぱんや「消毒してあって、滋養に富んでいる」焼き芋が好物であった[88]。「饅頭の茶漬け」なる独自の料理を好んでおり、ご飯の上に四等分にした饅頭を乗せ、お茶をかけて混ぜ合わせて溶いて作られたそれは、「渋く粋な甘味」と形容されている[89]。あんこが好きで、汁粉も飲んだ。木村屋のあんぱんも好物だった。宮中のデザートで出されたキャラメルやチョコレートなどをそっと軍服に隠し入れて、子供たちへの土産にすることもあった。ナスも好物で、味噌汁や煮物、焼物、漬物といったナス尽くしの献立に満足していたという[90]。
- たった一種類料理ができて、「玉子をどろどろに柔らかく煮る」ことで弁当のおかずによく作ったが、お酒を入れすぎてお酒臭い時もあった（杏奴「晩年の父」）。「技巧のない料理」が好きだった[91]。
- 木下杢太郎は鷗外を「テエベス百門の大都」と評し、「文学と自然科学と、和漢の古典と泰西の新思潮と芸術家的感興と純吏的の実直とが孰れも複雑な調帯の両極を成している」（『芸林間歩』所収「森鷗外」）と述べている。

## 関連人物
- 井上通泰 - 『於母影』の共訳者で、歌会常磐会の創設メンバーの1人。
- 上田敏 - 一緒に雑誌『芸文』『万年艸』を創刊する等、親交を深めた。
- 木下杢太郎 - 医学生時代、鷗外に進路を相談。後年、鷗外の心境を深く理解した。
- 黒田清輝 - 東京美術学校の後輩教員。鷗外の依頼を受け、故原田直次郎展の発起人を務めた。
- 佐佐木信綱 - 『めさまし草』に歌を発表し、長年にわたって親交を深めた。
- 太宰治 - 希望した通り、鷗外の墓のはす向かいに埋葬された（禅林寺）。
- 田山花袋 - とくに鷗外の審美学（美学の旧称）が好きで、その影響を受けたと書いた。
- 永井荷風 - 鷗外の推薦で慶應義塾教授に就任。生涯その恩を忘れなかった。
- 中村不折 - 鷗外の自宅から別荘の表札、墓碑銘まで書いた。
- 萩原三圭 - ともにドイツのライプツィヒ大学に留学した。
- 原田直次郎 - ドイツ留学時代からの友人。
- 吉田増蔵 - 晩年の鷗外に乞われ上京し、元号や勅語や皇族名などに関わり、鷗外の遺著『元号考』を補い完成させた。
- 夏目漱石 - 著書の贈答を続けるなど親交が少なからずあり、1910年に慶應義塾教授就任を打診した（漱石が辞退）。漱石の葬儀にも参列した。
- 北里柴三郎 - 東京大学の学生時代から交流が続いた（北里は2年下）。ドイツに留学した鷗外は、すでにベルリンでコッホに師事していた北里を介することでコッホの下での修学を認められた。

## 森鷗外を題材とした作品
- 秋の舞姫 - 『「坊っちゃん」の時代』の第二部。『舞姫』の執筆に関わるドイツ人女性との恋愛が描かれる。
- 文豪ストレイドッグス - 同姓同名で、鷗外のエピソードや作品にちなんだ設定の人物が活躍する。